# Akrotiri (Santorin)

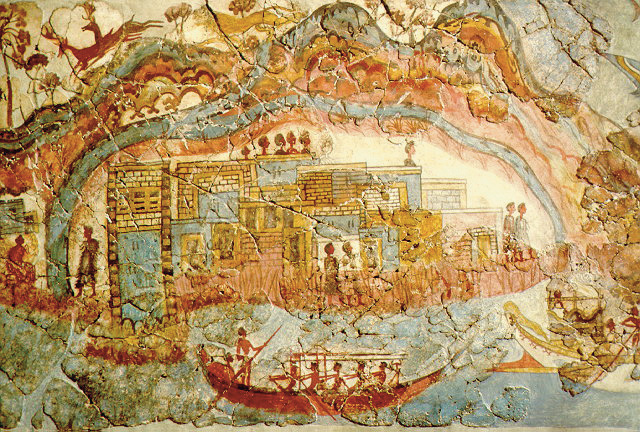
Bronzezeitliches Fresko aus Akrotiri: Eine Stadt (Ausschnitt aus der „Schiffsprozession“)

Akrotiri (griechisch Ακρωτήρι, Neutrum Singular) ist eine archäologische Ausgrabungsstätte im Süden der griechischen Insel Santorin (griechisch auch Thira, altgriechisch Thēra). Im Jahr 1967 entdeckte der Archäologe Spyridon Marinatos eine Stadt der Kykladenkultur mit starkem Einfluss der minoischen Kultur. Die Stadt wurde in ihrer Blütezeit durch einen Vulkanausbruch verschüttet und so für über 3500 Jahre bis zu ihrer Freilegung im 20. und 21. Jahrhundert konserviert. Der exzellente Erhaltungszustand der Gebäude und herausragender Fresken erlaubt Einblick in die Sozial-, Wirtschafts- und Kulturgeschichte der Bronzezeit in der Ägäis.
Die Ausgrabungsstätte ist nach dem heutigen Dorf Akrotiri benannt. Es liegt etwa 700 Meter nordwestlich oberhalb der Ausgrabung auf einem Hügel mit dem ältesten Vulkangestein der Insel und wird von der Ruine einer Burganlage aus der Zeit der venezianischen Herrschaft (1204–1537) geprägt.

## Geschichte der Ausgrabungen
Im Jahr 1867 baute ein französisches Bauunternehmen auf Santorin Bimsstein und Santorinerde für den Bau des Sueskanals ab. Ferdinand Fouqué, der Geologe des Unternehmens, fand und registrierte dabei prähistorische Mauerreste und Scherben in einem Tal unterhalb von Akrotiri sowie auf der kleinen Nachbarinsel Thirasia. Er stellte erstmals die These einer vom Vulkan verschütteten vorgriechischen Kultur auf. 1870 fanden die französischen Archäologen Henri Mamet und Henri Gorceix in und bei Balos (Μπάλος) nordöstlich von Akrotiri Gebäudereste mit Wandmalereifragmenten, unter anderem mit der Darstellung einer Lilie, mehrere Vorratsgefäße und eine Kupfersäge. Fouqué datierte die dabei ausgegrabenen Gefäße ins 2. Jahrtausend v. Chr.
Erste archäologische Grabungen in Akrotiri erfolgten 1899 durch den Deutschen Robert Zahn, der ein Haus, Reste von Fischernetzen, eine goldene Halskette und viele Scherben fand. Zu letzteren gehörte auch ein zerstörtes Vorratsgefäß mit einer Inschrift, die man später dem Schrifttyp der Linearschrift A zuordnen konnte. Eine zeitliche Einordnung war damals mangels Kenntnissen über die Kykladenkultur noch nicht möglich, und die Funde traten ab 1900 gegenüber den spektakulären Entdeckungen auf der etwa 110 Kilometer südlich gelegenen Insel Kreta völlig in den Hintergrund.

### Spyridon Marinatos
Der 1901 geborene griechische Archäologe Spyridon Marinatos analysierte 1939 die Gesteinsschichten von Ausgrabungen einer Villa in Amnissos bei Knossos auf Kreta. Er stellte als erster die These auf, dass der gefundene Bimsstein von einem Ausbruch des Vulkans auf Santorin stammen könnte und die minoische Kultur auf Kreta durch Flutwellen als Folge dieser Eruption ausgelöscht wurde. Er sah in dieser Katastrophe den Kern der Legende von Atlantis. Marinatosʼ Schlussfolgerungen wurden in der Fachwelt zunächst skeptisch aufgenommen.
Beinahe 30 Jahre später, nach dem Zweiten Weltkrieg und dem Griechischen Bürgerkrieg, hatte Marinatos, der inzwischen Professor für Archäologie an der Nationalen und Kapodistrias-Universität Athen geworden war, die Möglichkeit, mit einer planmäßigen Grabung Beweise für seine These zu suchen. Bereits 1966 suchte James Watt Mavor Jr. von der Woods Hole Oceanographic Institution an verschiedenen Stellen auf Santorin nach Spuren bronzezeitlicher Besiedlung, jedoch wenig erfolgreich. Da er seit 1950 Marinatos’ Auffassung teilte, dass es sich bei der auf Thera versunkenen minoischen Kultur um das legendäre Atlantis handeln könnte, nahm er Kontakt zu Marinatos auf. Beide trafen sich 1967 auf Santorin und Marinatos übernahm die Verantwortung für sämtliche Ausgrabungen auf der Insel.

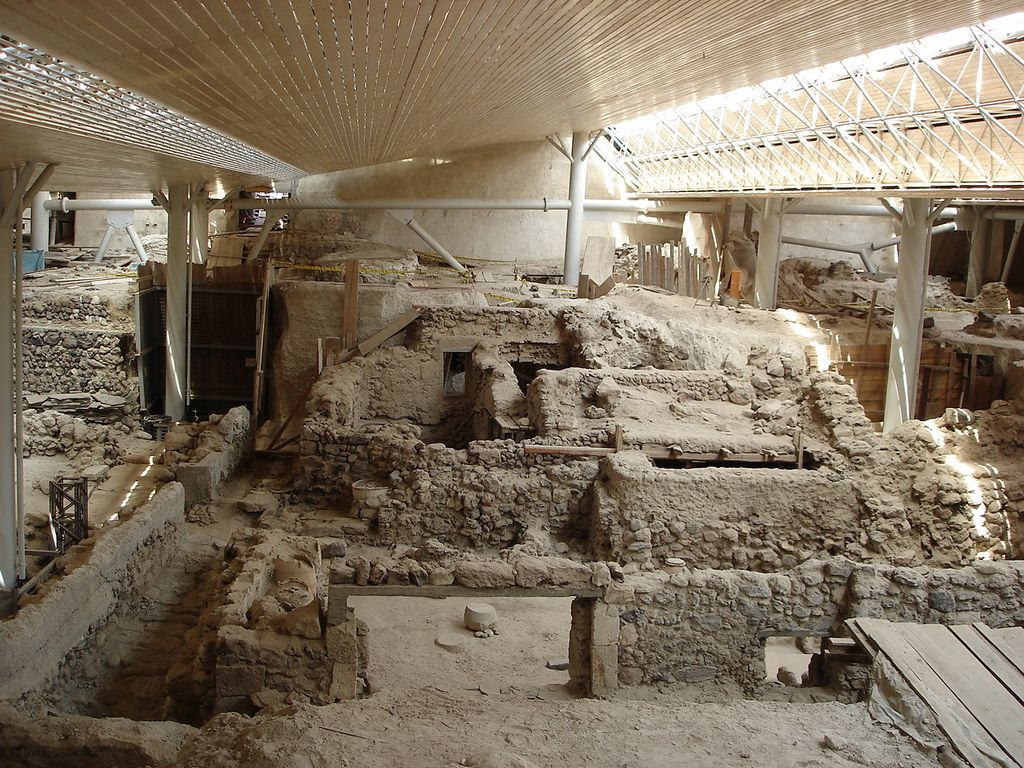
Sektor Alpha, der zuerst gefundene Teil der Stadt, mit Pithoi-Lagerraum und nördlicher Mühle

Durch Zufall erfuhr Marinatos von einem einheimischen Maurer, dass bei Akrotiri im Südwesten der Insel einige Jahre zuvor eine Eselshöhle und ganz in der Nähe ein Feld eingebrochen waren, wobei tiefer gelegene Räume zugänglich wurden. Mavor und Marinatos suchten die Stelle der Eselshöhle auf und erfuhren, dass von dort große Steinmörser stammten, die die Ortsansässigen als Tröge nutzten. Der Ort entsprach den von antiken Autoren wie Strabon und Pindar überlieferten Anforderungen an einen Siedlungsplatz an einer flachen Küstenebene und lag an der Südküste Santorins den vermuteten kulturellen Zentren auf Kreta am nächsten. Günstig für eine Grabung gestaltete sich, dass die Bimssteinschicht hier erosionsbedingt mit maximal 15 Metern recht dünn war. Am 25. Mai 1967 erfolgte der erste Spatenstich an der heutigen Ausgrabungsstelle mit der Anlage eines Suchgrabens an der Eselshöhle.
Bereits in vier Metern Tiefe wurden bronzezeitliche Gefäße gefunden. Am zweiten Grabungstag stieß man auf einen Vorratsraum, Teil eines zweistöckigen Gebäudes, das heute als Sektor Alpha bezeichnet wird. Die erste Grabungskampagne erbrachte insgesamt spektakuläre Ergebnisse. Marinatos und sein Team fanden eine Stadt aus der Bronzezeit, die der minoischen Kultur nach kretischen Vorbildern nahestand, doch eigene Merkmale aufwies. Durch einen Vulkanausbruch war die Stadt mit einem Schlag aus dem Leben gerissen worden und von den Schichten aus Bimsstein und Vulkanasche so gut konserviert worden wie sonst nur Pompeji und Herculaneum in Italien.
Am 1. Oktober 1974 kam Marinatos bei einem Unfall im Grabungsgebiet ums Leben. Er stürzte rückwärts von einer Mauer, von der er die Ausgrabungsarbeiten begutachtete, und schlug mit dem Kopf auf einen Stein in der „Telchinenstraße“. Wenig später erlag er seinen Verletzungen. Marinatos wurde am Unfallort beigesetzt, wo ein Gedenkstein an ihn erinnert. Die Grabungen von Akrotiri wurden wegen seines Todes nur kurz unterbrochen und werden bis heute fortgeführt unter der Leitung von Marinatos’ damaligem Assistenten Christos Doumas, der einige Jahre später seinerseits Archäologie-Professor an der Universität Athen wurde. Der Erfolg der Grabungen bei Akrotiri wurde durch den unglücklichen Tod von Spyridon Marinatos nicht geschmälert; seine ursprüngliche These von der Zerstörung der minoischen Kultur auf Kreta durch den Vulkanausbruch von Santorin hatte jedoch angesichts der Ergebnisse späterer Grabungen bei Knossos keinen Bestand.

### Die Grabung heute
Nach vierzig Jahren kontinuierlicher Grabung sind nur knapp zwei Hektar der wesentlich größeren Stadtfläche freigelegt. Es handelt sich weitgehend um eine Momentaufnahme der Stadt zum Zeitpunkt des Untergangs in der Mitte des zweiten Jahrtausend vor Christus, wobei dessen Datierung umstritten ist. Frühere stratigraphische Schichten sind nur punktuell erkundet, in Schächten zur Aufnahme von Trägern der Dachkonstruktionen. Dabei wurden keramische Scherben und andere Artefakte von der Jungsteinzeit über frühe Epochen der Bronzezeit wie der Kastri-Kultur bis zur mittelkykladischen Zeit gefunden.

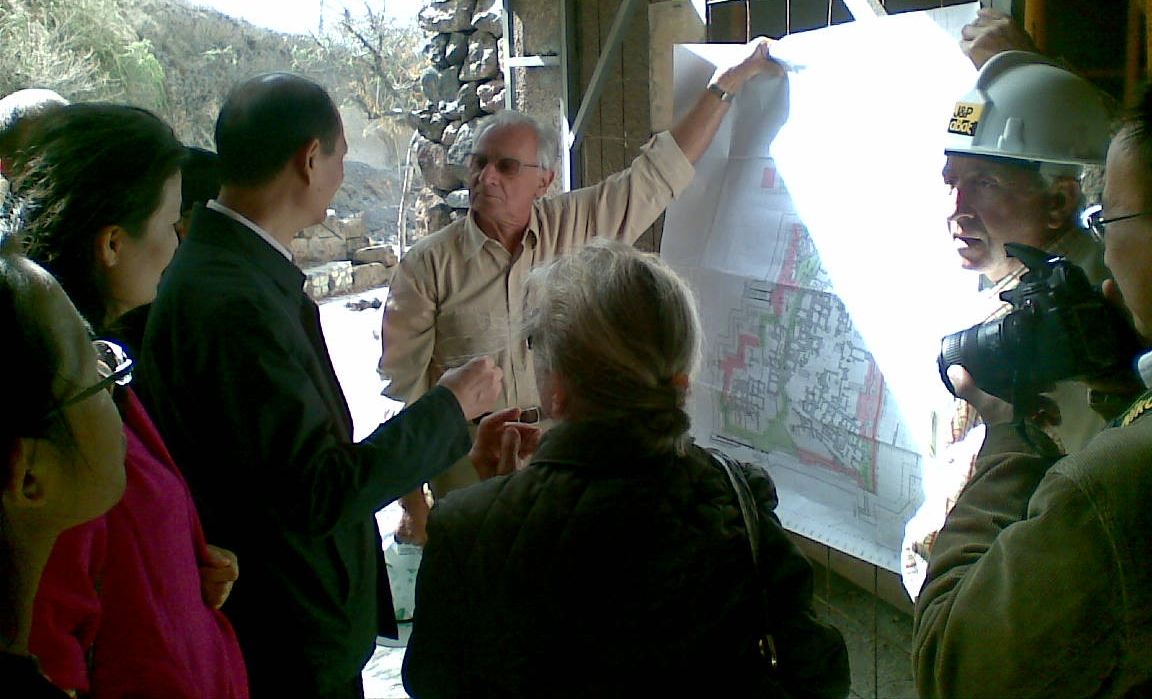
Christos Doumas führt Besucher durch die Ausgrabung, Oktober 2010

Ein Rundweg durch die gesicherten Teile der Stadt erlaubt eine Besichtigung, während am Rand des Geländes die Arbeiten weiterlaufen. Das Gelände wurde kurz nach der Entdeckung mit einem Wellblechdach auf Stahlträgern überdacht, um die freigelegten Gebäude und andere Funde vor Wetter und intensiver Sonneneinstrahlung zu schützen. In den Jahren 2002 bis 2005 wurde die vielfach erweiterte Überdachung mit Förderung der Europäischen Union durch eine neue Konstruktion ersetzt. Im September 2005 kam es zu einem Unfall, bei dem ein Teil der neuen Überdachung unmittelbar vor der Fertigstellung einstürzte und einen Touristen tötete sowie sechs Personen verletzte. Da Zweifel an der Standfestigkeit des Daches bestanden, wurde die Ausgrabungsstätte stillgelegt. Während der Unterbrechung der Ausgrabung konzentrierten sich die Archäologen auf die Auswertung der vorhandenen Funde, insbesondere aus den tieferen Schächten. Dabei gewannen sie neue Erkenntnisse über die Vorgeschichte der Stadt. Zwischen 2009 und 2011 wurde ein neues Dach nach modernen Umweltstandards errichtet, die archäologische Forschung wurde im Laufe des Jahres 2011 wiederaufgenommen. Seit April 2012 ist die Ausgrabungsstätte auch wieder für Besucher zugänglich. 2015 schloss Kaspersky Lab eine langjährige Fördervereinbarung mit der griechischen Altertumsbehörde ab und unterstützt seitdem die Restaurierung von Wandmalereien und die Ausdehnung der Ausgrabungen. In geringerem Maße wird die Forschung auch durch die Tageszeitung Kathimerini gefördert.
Die Grabungen hatten erhebliche Auswirkungen auf die Bewohner des Dorfes Akrotiri. Vor 1967 waren sie fast völlig autark und vom Rest der Insel isoliert. Rund 90 % der Einwohner waren Analphabeten. Die Ausgräber um Marinatos stellten fast die gesamte männliche Bevölkerung als Helfer ein, für viele war dies die erste bezahlte Arbeit und sie hatten zum ersten Mal in ihrem Leben Geld zur Verfügung. Mit den ersten Berichten über den Fund der Stadt kamen auch Touristen, die sich im Dorf einmieteten und die überwiegend historisches und akademisches Interesse hatten. Die Einwohner von Akrotiri bauten eine touristische Infrastruktur auf und ihre Kinder suchten, vermittelt durch den Kontakt mit den Besuchern, weit überdurchschnittlich häufig eine höhere Bildung.
Die Ausgrabungsstätte war von 1989 bis 2003 auf der Tentativliste Griechenlands für eine Ausweisung als UNESCO-Welterbe . Sie wurde aber zurückgestellt, weil eine Nominierung der gesamten Insel Santorin beabsichtigt wurde. Als diese Nominierung nicht zustande kam, wurde die Kandidatur zurückgezogen.

## Das bronzezeitliche Akrotiri
Der ausgegrabene Teil der Stadt liegt an einem Hang etwa 200 m von der heutigen Küstenlinie entfernt. Erste Siedlungsspuren weisen zurück bis in die Jungsteinzeit im 5. Jahrtausend v. Chr. Die Funde lassen auf Siedlungsanfänge als Küstendorf auf einer kleinen, flachen Halbinsel schließen. Die ältesten Keramiken sind eng verwandt mit Typen der Inseln Naxos und der Siedlung Saliagos bei Andiparos, Ähnlichkeiten im Dekor bestehen aber auch mit Typen von den Dodekanes und insbesondere Rhodos. Im selben Umfeld wurden auch keramische Scherben aus früh- und mittelkykladischer Zeit gefunden (Zur zeitlichen Einordnung siehe: Kykladenkultur).
Eine Ausweitung der Besiedelung wird in der frühkykladischen Zeit etwa ab dem Jahr 3000 v. Chr. angenommen. Die Bevölkerung des Dorfes wuchs in dieser Zeit deutlich, wie die Anlage eines Friedhofes erkennen lässt, der sich den Hang über der Halbinsel hinaufzog. Er bestand aus in das relativ weiche, vulkanische Gestein getriebenen Kammern, was für die kykladische Bronzezeit ungewöhnlich ist. Typisch wären Steinkisten-Gräber, deren Anlage aber auf Santorin wegen des Fehlens von geeignetem Gestein für Steinplatten nicht möglich war. Der Friedhof wurde gegen Ende der Epoche Frühkykladisch II aufgegeben, die jüngsten Keramikstile in den Gräbern gehören zur Kastri-Kultur.
Metallverarbeitung lässt sich ab etwa 2500 v. Chr. (Periode II der frühkykladischen Zeit) nachweisen. Stilvergleiche lassen vermuten, dass der Umgang mit dem neuen Material und neue keramische Techniken aus der Nord-Ost-Ägäis auf die Insel kamen. Dort, insbesondere in Poliochni und Umgebung, wurden im späten 3. Jahrtausend v. Chr. Siedlungen aus unbekanntem Grund aufgegeben. Im selben Zeitraum nahm der Umfang der Metallverarbeitung in Akrotiri stark zu, so dass vermutet werden kann, dass Migranten aus den aufgegebenen Ortschaften neue Fähigkeiten von dort mitbrachten. Zur Blüte gelangte die Stadt in mittelkykladischer Zeit nach 2000 v. Chr. Damals wurden die Kammern des frühbronzezeitlichen Friedhofs mit Steinen und Bruchstücken von abgerissenen Mauern verfüllt, um einen stabilen Untergrund für die Expansion der Siedlung hangaufwärts zu schaffen. Als auslösender Faktor gelten die Entdeckung von gewaltigen Kupfer-Vorkommen auf Zypern und die ideale Lage Santorins am Handelsweg zwischen Zypern und Kreta. Die Siedlung nahm jetzt städtischen Charakter an, die Häuser wurden mehrstöckig und es gab mit einer Kanalisation die erste öffentliche Infrastruktur. Neue Keramikstile kamen auf, sie wurden zweifarbig und wiesen detaillierte Bemalung mit geometrischen Motiven, aber auch Pflanzen- und Tierdarstellungen auf. Die Funde aus der mittelkykladischen Zeit bestehen einerseits aus Fundamenten, die in den Schächten gefunden wurden. Außerdem wurden Mauerbruchstücke und Scherben mittelkykladischer Keramik als Baumaterial für die spätkykladische Siedlung verwendet und eingelagert in Straßenschotter und Mauerwerk gefunden. Abgesehen von den Schächten zeigt die Ausgrabung den Zustand Akrotiris in der Epoche Spätkykladisch I, die genaue Datierung ist umstritten.

### Die Stadt

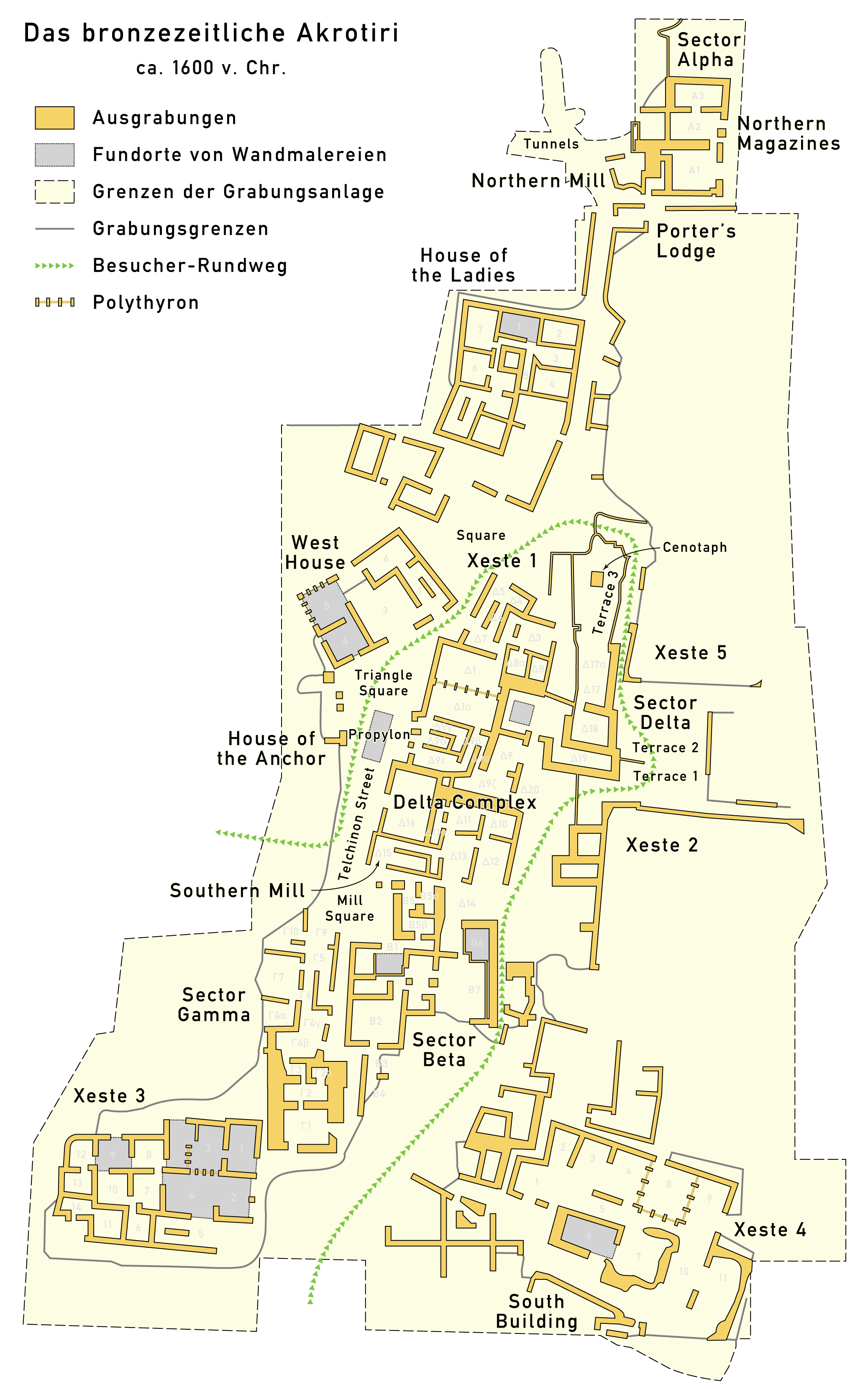
Plan der Ausgrabungsstätte

Die bislang ausgegrabenen Teile erlauben noch keine Beurteilung der Größe der Stadt und ihrer Einwohnerzahl. Sicher ist, dass es sich um weit mehr als nur dörfliche Strukturen handelt. Soweit die am Projekt beteiligten Wissenschaftler überhaupt Schätzungen publizieren, lässt sich die Einwohnerzahl bei konservativen Annahmen auf 1500 bis 2000 Einwohner hochrechnen, bei großzügigen Annahmen auf bis zu etwa 9000 Einwohner.
Mehrere Jahrzehnte – nach heutigem Kenntnisstand etwa 50 Jahre – vor der endgültigen Zerstörung hatte schon einmal ein Erdbeben die Stadt schwer beschädigt. Die Bewohner bauten sie wieder auf, wobei sie großteils die Fundamente der alten Häuser verwendeten. Der Schutt eingestürzter Gebäude wurde zum Teil nicht aus der Stadt geschafft, sondern für eine Erhöhung des Straßenniveaus verwendet. Erhaltene Gebäude bekamen dazu einen Anbau mit einem neuen Eingang und Treppenhaus, und das frühere Erdgeschoss wurde zum Souterrain.
Die Straßen waren mit großen Steinplatten gepflastert, unter denen in einem Graben mit konstantem Gefälle die Kanalisation durch die ganze Stadt verlief. Wo die Straßen nach dem früheren Erdbeben höher gelegt wurden, wurden die Platten und die Kanalisation überdeckt und die neue Oberfläche mit kleineren Steinen, ähnlich einem Kopfsteinpflaster, neu gebaut. Niveauunterschiede des Untergrunds wurden durch Rampen und Treppen bewältigt, Stützmauern fingen Gebäude, Plätze und Straßen unterschiedlicher Geländehöhe ab.
Die einzige bisher über eine größere Länge freigelegte Straße steigt von Süden mit dem Gelände in nördlicher Richtung den leichten Hang aufwärts. Die Ausgräber um Marinatos nannten sie wegen einer Metallwerkstatt in einem der Häuser „Telchinenstraße“, nach den metallverarbeitenden Telchinen in der griechischen Mythologie. Die Straße verläuft mehrmals an Hausecken versetzt. Bei einer durchgehenden Breite zwischen 2 m und 2,20 m erweitert sie sich mehrmals zu Plätzen unterschiedlicher Größe. Werkstätten in den angrenzenden Häusern lassen vermuten, dass auf diesen Plätzen Handwerker bei gutem Wetter im Freien gearbeitet haben. Die Plätze waren die einzigen offenen Räume der Stadt; es gibt keine privaten Höfe oder Gärten.
Die Häuser waren zwei- oder dreistöckig und aus unbehauenen Tuffsteinen, die mit Ton vermörtelt wurden, sowie mit Stroh vermengtem Lehm gebaut. Holzbalken trugen Decken, Fenster- und Türstürze. Von ihnen sind nur Spuren erhalten, weshalb sie bei der Sicherung der Gebäude anfangs durch Stahl-, später durch Betonträger ersetzt wurden. Behauene Steine wurden als Ecksteine, zur Gestaltung von Fassaden mancher Gebäude und zum Bau von Treppen und anderen Elementen genutzt. Einige Wände waren mit Holzrahmen verstärkt, vermutlich zum Schutz vor Erdbeben. Die Häuser mit Fassaden aus behauenem Stein wurden von Spyridon Marinatos als Xesti (griechisch Ξεστή von ξεω (xeo) für glätten, behauen) bezeichnet.
Die bisher gefundenen Häuser lassen sich nach der vermuteten Funktion im Wesentlichen zwei Typen zuordnen:

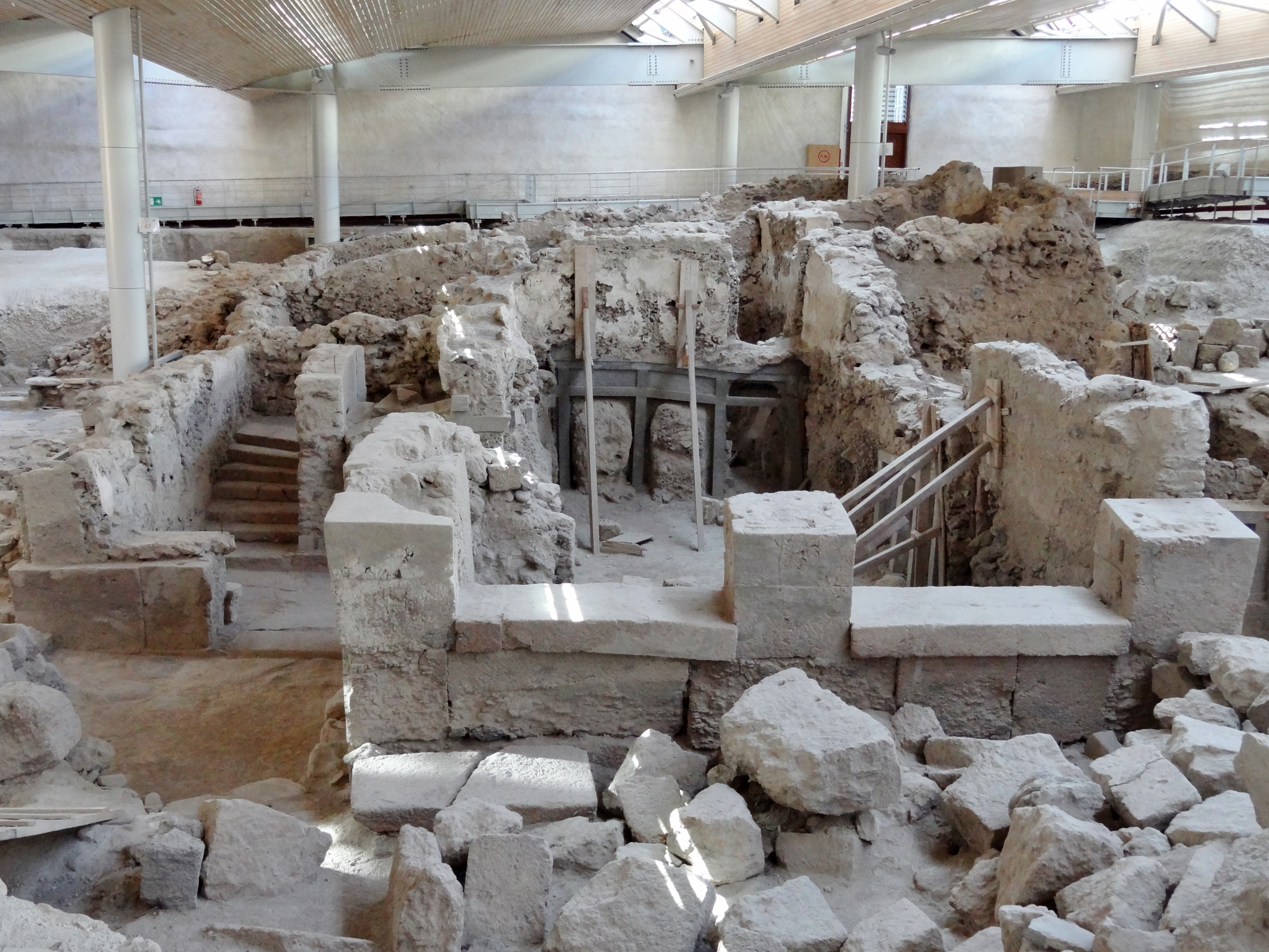
Das Haus Xesti 3, im Vordergrund Mauern aus behauenem Stein, im Inneren das Treppenhaus und eine Holzrahmenkonstruktion minoischen Typs

- Die Mehrzahl der Gebäude hatten im Erdgeschoss oder Souterrain Werkstätten, Wirtschafts- und Vorratsräume, in einem oder zwei Obergeschossen gab es einen kunstvoll geschmückten Raum, der als halbprivater Bereich gedeutet wird, sowie weitere, teilweise ebenfalls ausgeschmückte private Räume. Dieser Haustyp konnte freistehend oder an Nachbarhäuser angebaut sein; soweit Gebäude aneinander gebaut wurden, teilten sie sich die Wände nicht, sondern es wurden doppelte Wände errichtet.
- Die atypischen, manchmal als Herrenhäuser bezeichneten Gebäude hatten im Erdgeschoss neben Wirtschaftsräumen einen prachtvoll geschmückten Bereich, der als Ort öffentlicher Zeremonien gedeutet wird. Alle bisher gefundenen Häuser dieses Typs sind freistehend. Das Haus Xesti 3 gilt als Ort von Initiations- und Übergangsriten, für das Gebäude Xesti 4 wird eine Verwaltungsfunktion angenommen.[15]

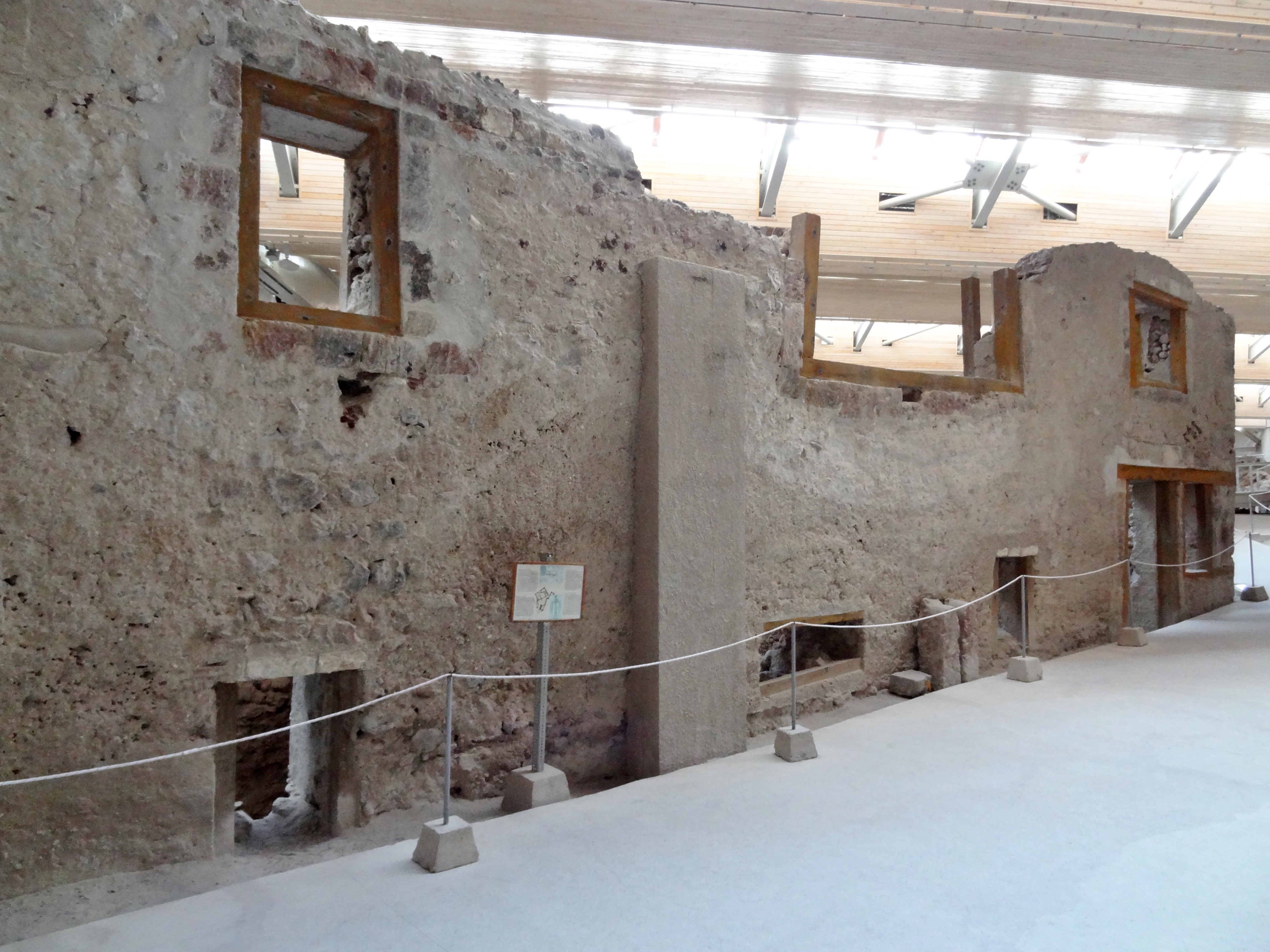
Fassade des Westhauses am Dreiecksplatz mit dem Eingang an der östlichen Gebäudeseite

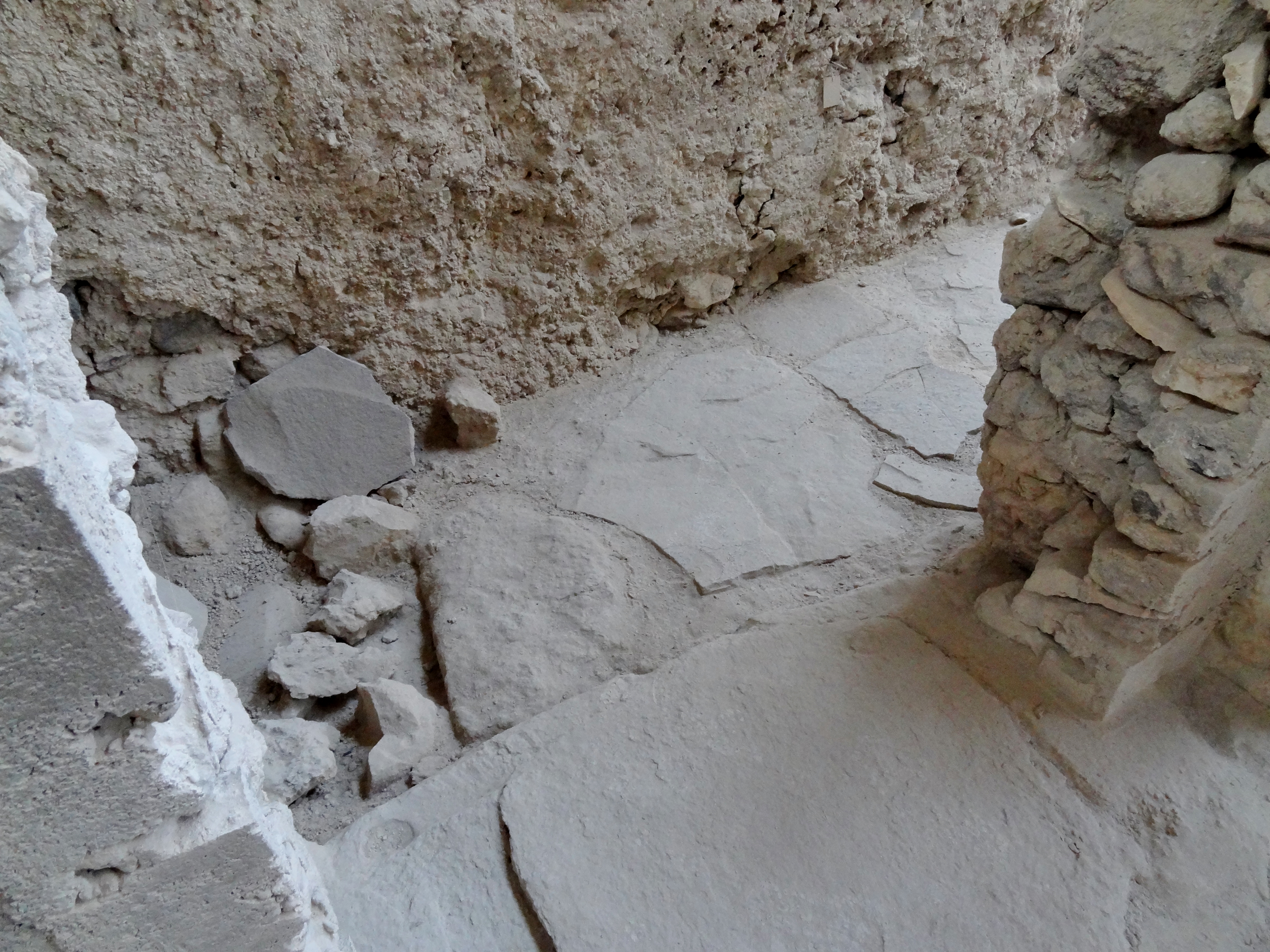
Fußboden hinter dem Eingang zum Raum Γ5 des Sektors Gamma

Jedes bislang ergrabene Gebäude hatte den Eingang in der Nähe einer Hausecke; neben der Eingangstür war stets ein kleines Fenster, das den inneren Eingangsbereich beleuchtete und durch das Besucher gesehen werden konnten. Hinter der Tür befand sich das Haupttreppenhaus. Große Räume hatten einen zentralen Pfeiler aus einem Holzbalken, der auf einem steinernen Fundament stand.
In den Obergeschossen waren die Wandstärken geringer, die Wände bestanden nach minoischem Vorbild häufig aus Fachwerkkonstruktionen, deren Fächer durch Lehmbau ausgefüllt waren oder nur aus Fensterreihen bestanden. Soweit diese hölzernen Rahmen für Innenwände genutzt wurden, wurden sie in der unteren Hälfte gelegentlich durch eingebaute Schränke gefüllt oder bestanden aus einer Reihe deckenhoher, zweiflügeliger Türen zwischen Holzpfeilern, den sogenannten Polythyra. Diese dienten dazu, zwei Räume zu verbinden, wenn alle Türen geöffnet waren, oder nur eine Tür zu öffnen und einen Durchgang zu schaffen. Wenn alle Türen geschlossen waren, konnten die Räume getrennt werden. Ein weiteres minoisches Architektur-Element in Akrotiri ist der Lichtschacht, der in bisher einem Gebäude gefunden wurde.

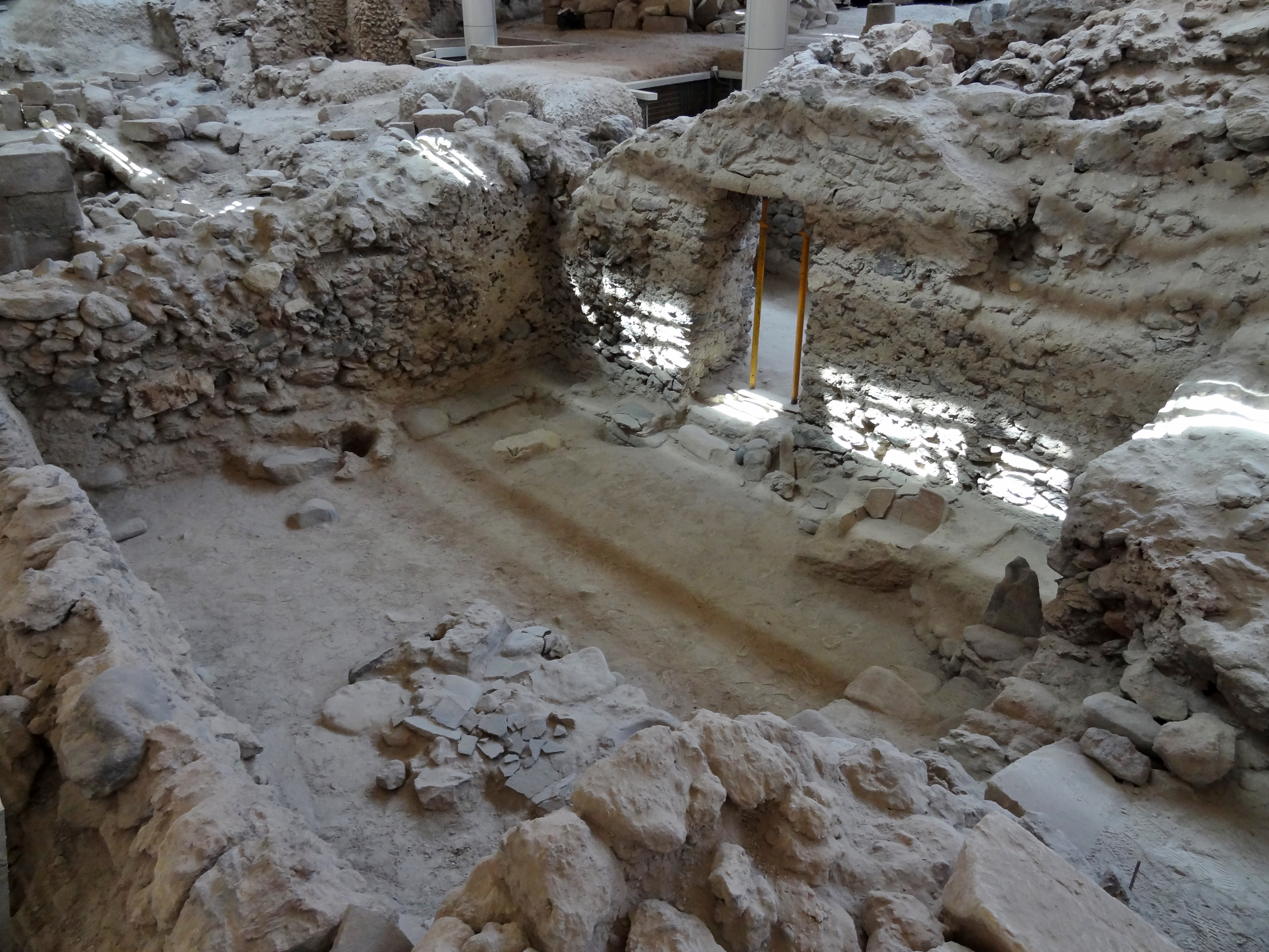
Raum Γ1 im Sektor Gamma mit Resten eines in den Boden eingelassenen Gefäßes, möglicherweise Pithos

Geländeunterschiede innerhalb der Gebäude wurden durch Stufen im Boden der Untergeschosse bewältigt, der Boden des ersten Obergeschosses war in allen bisher ergrabenen Häusern auf durchgehendem Niveau. Werkstätten, Läden und Lagerräume befinden sich meist im Untergeschoss, das aus einer Flucht von Räumen bestand. In der Nähe des Treppenhauses hatte fast jedes der typischen Gebäude eine Flucht von Arbeitsräumen, in denen Lebensmittel zubereitet wurden. Hier wurden Mahlsteine gefunden, Wasserbehälter und sogenannte pithoi, in den Boden oder Bänke eingelassene große Tonbehälter mit Vorräten. Selten sind Herde und andere Feuerstellen, was zu Spekulationen über eine gemeinschaftliche Verpflegung in öffentlichen Gebäuden führt. Einige dieser Räume wiesen große Fenster zur Straße auf; sie werden als Läden gedeutet, bei denen der Verkauf durch die Fenster stattfand.
Die Fußböden bestanden in den einfachen Räumen aus gestampftem Lehm. In den Zeremonialräumen waren die Böden mit Schieferplatten belegt oder mit einfachen Mosaiken aus Steinen und Muscheln gestaltet. Alle Wände waren verputzt, Werkstätten und Lagerräume zumeist mit Lehm, Wohnräume mit Kalk, der manchmal in Erdfarben von rosa bis beige getönt war. Von den Dächern sind nur Spuren vorhanden; vermutlich handelte es sich um Flachdächer aus Zweigen oder Schilf, mit gestampfter Erde und eingelagerten Kieselsteinen bedeckt, um eine Wärmeisolation gegen Sonne im Sommer und Kälte im Winter zu erreichen. Die Flachdächer dienten, wie heute noch in verschiedenen Mittelmeerkulturen, als zusätzlicher Wohnraum. Sie waren vermutlich mit Brüstungen in etwa Hüfthöhe umrandet, durch die an einer oder mehreren Stellen aus Stein gehauene Wasserspeier geführt wurden.
Die Bauten weisen auf einen hohen Stand der Zivilisation hin. Die Häuser verfügten über Baderäume im Obergeschoss, die durch Fallrohre aus Ton an die Kanalisation angeschlossen waren. Die Rohre begannen im Obergeschoss an einer Außenwand, wurden im Erdgeschoss durch die Wand geführt und mündeten in einer an die Kanalisation angeschlossenen Grube vor dem Haus unter der Straße.
Ställe gibt es in der Stadt keine, nicht einmal Kleintiere wurden in den bisher ergrabenen Häusern gehalten. Auffallend ist, dass bisher kein Palast oder Herrschaftssitz und keine Stadtbefestigung oder sonstige militärische Einrichtung gefunden wurde.

### Die Bewohner

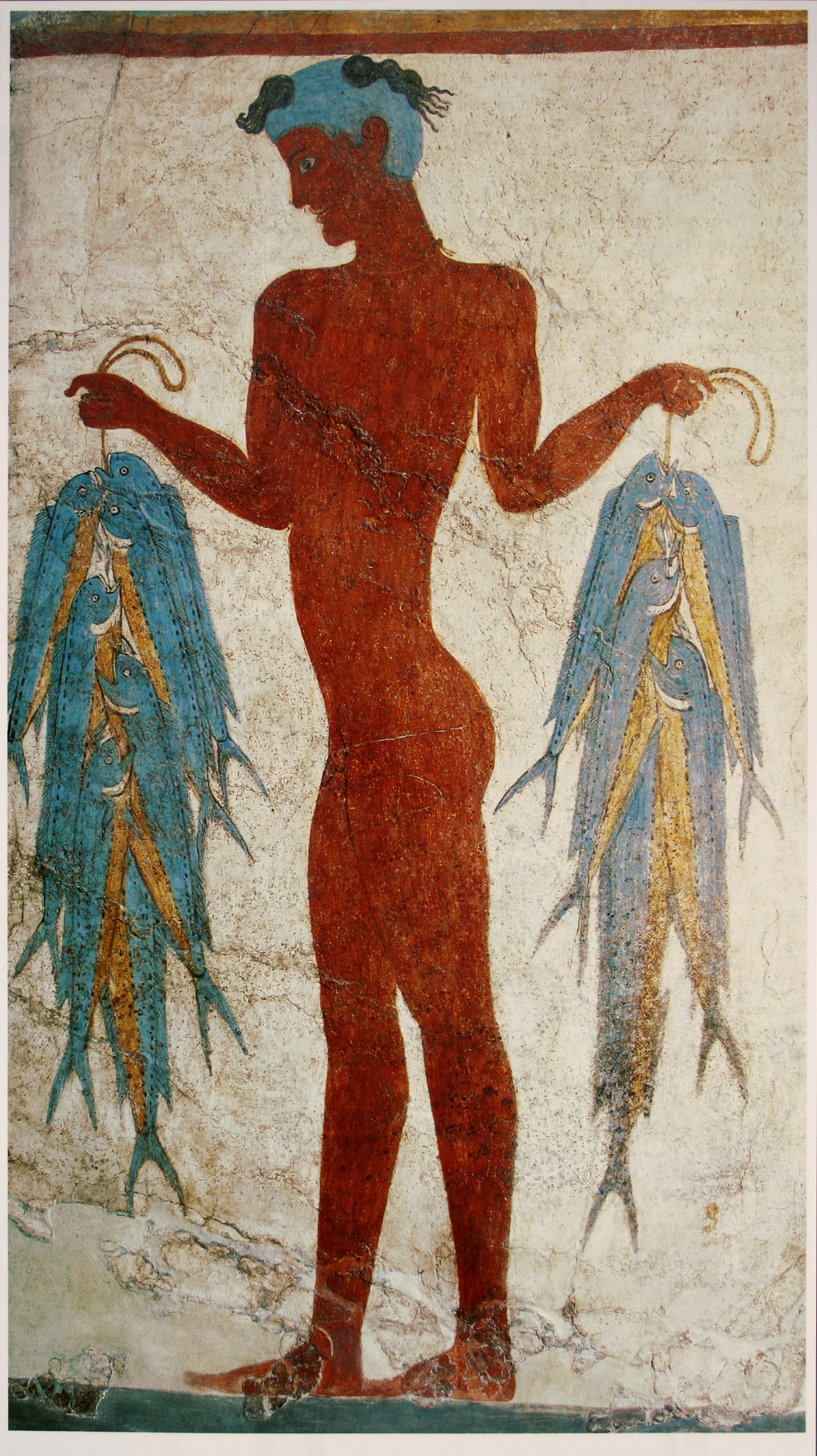
Jugendlicher Adorant mit Fischbündeln (Fresko an der Nordwestwand in Raum 5 im Obergeschoss des Westhauses)

Die Stadt war durch Seefahrt und Handel geprägt. Die Menschen verfügten über Güter aus Kreta, vom griechischen Festland und aus Kleinasien. Sie betrieben verschiedene Handwerke: In den bislang ausgegrabenen Häusern gab es Metallbetriebe, eine Töpferei, eine Traubenpresse und zwei Mühlen. Bislang gibt es keine Funde, die eindeutig auf Schiffbau hindeuten. Es gilt jedoch als sicher, dass die Stadt am bisher nicht ausgegrabenen Hafen eigene Werften und die damit verbundenen Berufe hatte. Die hohe Qualität der Wandmalereien lässt auf spezialisierte Künstler schließen. Fast in jedem Haus stand ein einfacher Webstuhl, wie die in großer Zahl gefundenen Webgewichte belegen. Unzählige Gehäuse von Purpurschnecken und die hohe Wertschätzung des Safrankrokus zeigen, dass die Kleidungsstücke aus Wolle und Leinen aufwändig gefärbt waren. Im Umland gab es vielfältige Landwirtschaft.
Auf dem Speiseplan standen Zwiebeln, Bohnen, Linsen und Kichererbsen, Platterbsen, Weizen und Gerste. An Obst waren Feigen und Trauben beliebt, auch Pistazien waren bekannt. Überwiegend wurde Schaf- und Ziegenfleisch gegessen, aber auch Schweine und Rinder wurden gehalten. Fisch spielte eine große Rolle in der Küche, auch Muscheln und Meeresschnecken wurden gegessen. Öl wurde aus Oliven und Sesam gewonnen. Ein tönerner Bienenkorb bezeugt Imkerei. Wein wurde damals wie heute auf der Insel gekeltert.

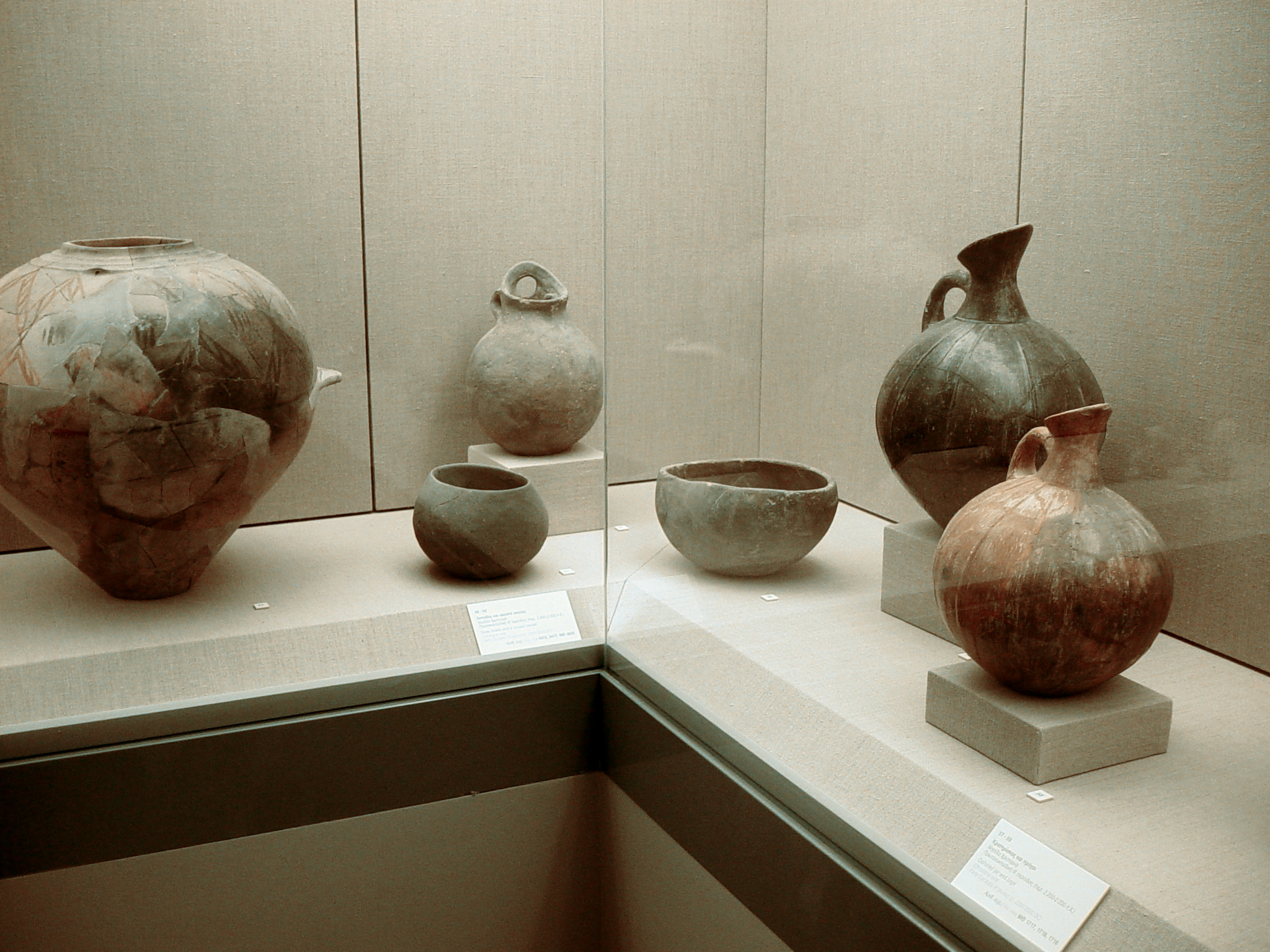
Gefäß mit geometrischem Muster (links) und weitere Gebrauchsgefäße

Tongefäße wurden in vielfältiger Form und Qualität gefunden. Formen und Dekor der Gefäße am Beginn der spätkykladischen Zeit standen im Austausch mit den anderen kykladischen Inseln, insbesondere Melos als dem Zentrum des Töpferhandwerks mit den vielfältigsten Stilen. Einflüsse auf die Keramik in Akrotiri stammen auch vom minoischen Kreta und dem mykenisch geprägten Festland. Die auswärtigen Traditionen wurden in der lokalen Fertigung aufgegriffen, imitiert und zu eigenen Stilen weitergeführt.
Grobe Werkzeuge wie Hämmer und Mörser waren aus Stein, ebenso Wassergefäße und Feuerschalen. Feinere Werkzeuge wie Angelhaken, Messer, Meißel, Sicheln und die Schalen einer Waage wurden aus Bronze hergestellt. Blei wurde als Material für Gewichte verwendet. Möbel aus Holz wurden als Negativform in der Asche gefunden und konnten durch Ausgießen mit Gips rekonstruiert werden. So gefundene Gestelle gelten als die „ältesten Betten Europas“. Sie bestanden aus einem hölzernen Rahmen auf Beinen, der mit Schnüren bespannt und mit einem Stück Fell oder Leder belegt war.
Eine wesentliche Rolle spielte Flechtwerk in Form von Körben und Matten. Als Abdruck erhalten sind große Körbe, in denen Trauben zum Keltern transportiert wurden, sowie eine Reihe mittelgroßer Körbe, in denen Kalk gefunden wurde, deren genauer Zweck noch unbekannt ist.
Nicht näher bekannt ist, wie sich die Einwohner der Stadt mit Wasser versorgten. Es gab keine Zisternen, Regenwasser wurde in die Straßen und Kanalisation geleitet. Ein Fresko zeigt ein niedriges Bauwerk mit zwei Krügen und Frauen, die identische Krüge auf ihrem Kopf tragen. Außerdem wurde ein kurzer Abschnitt eines Tonrohrs gefunden, dessen Stabilität und Durchmesser auf die Rohrleitung einer Quellfassung hindeuten. Dies lässt eine oder mehrere baulich umfasste Quellen in der unmittelbaren Nähe der Stadt annehmen.

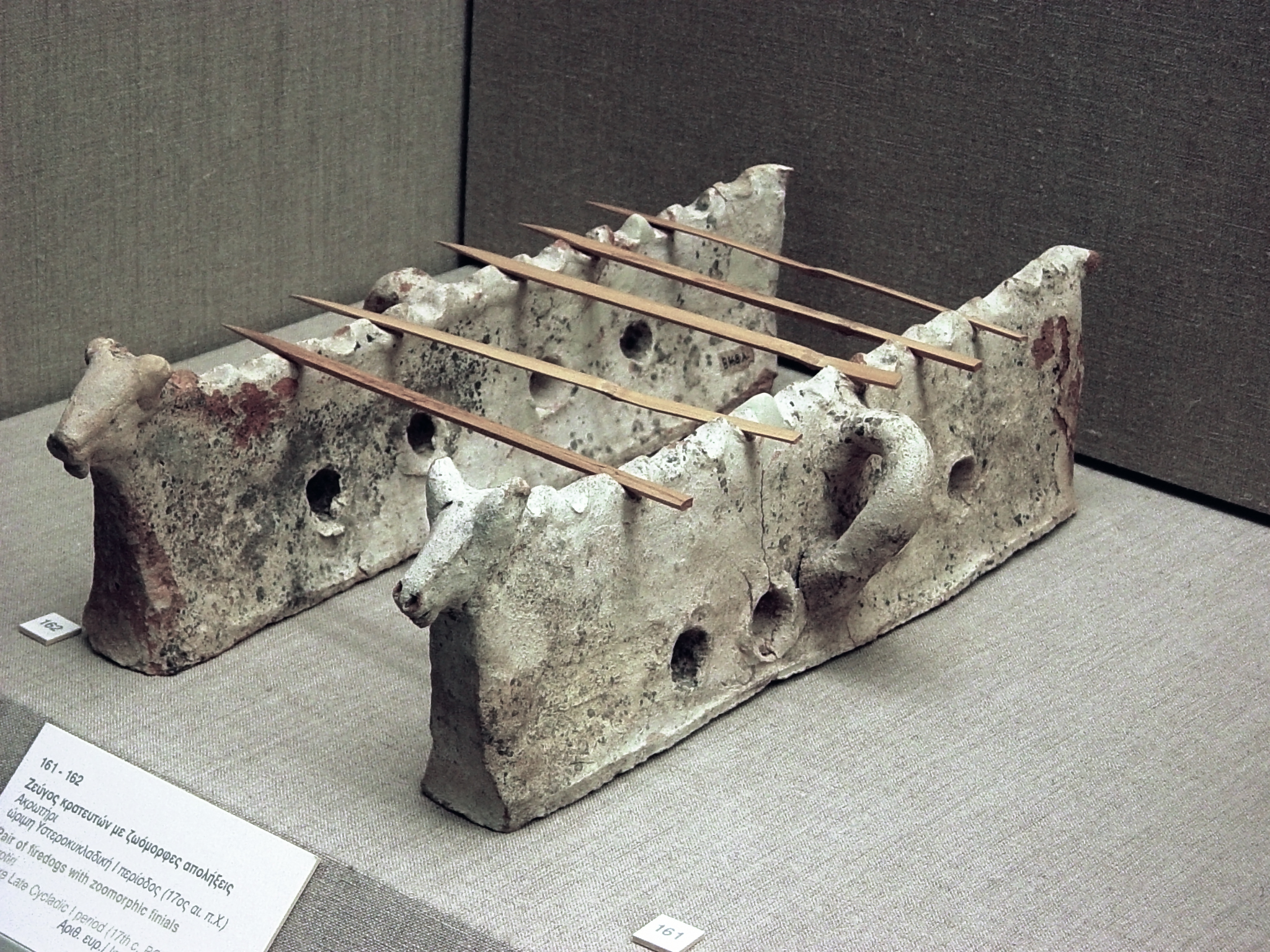
Ein Paar Halterungen für kleine Fleischspieße
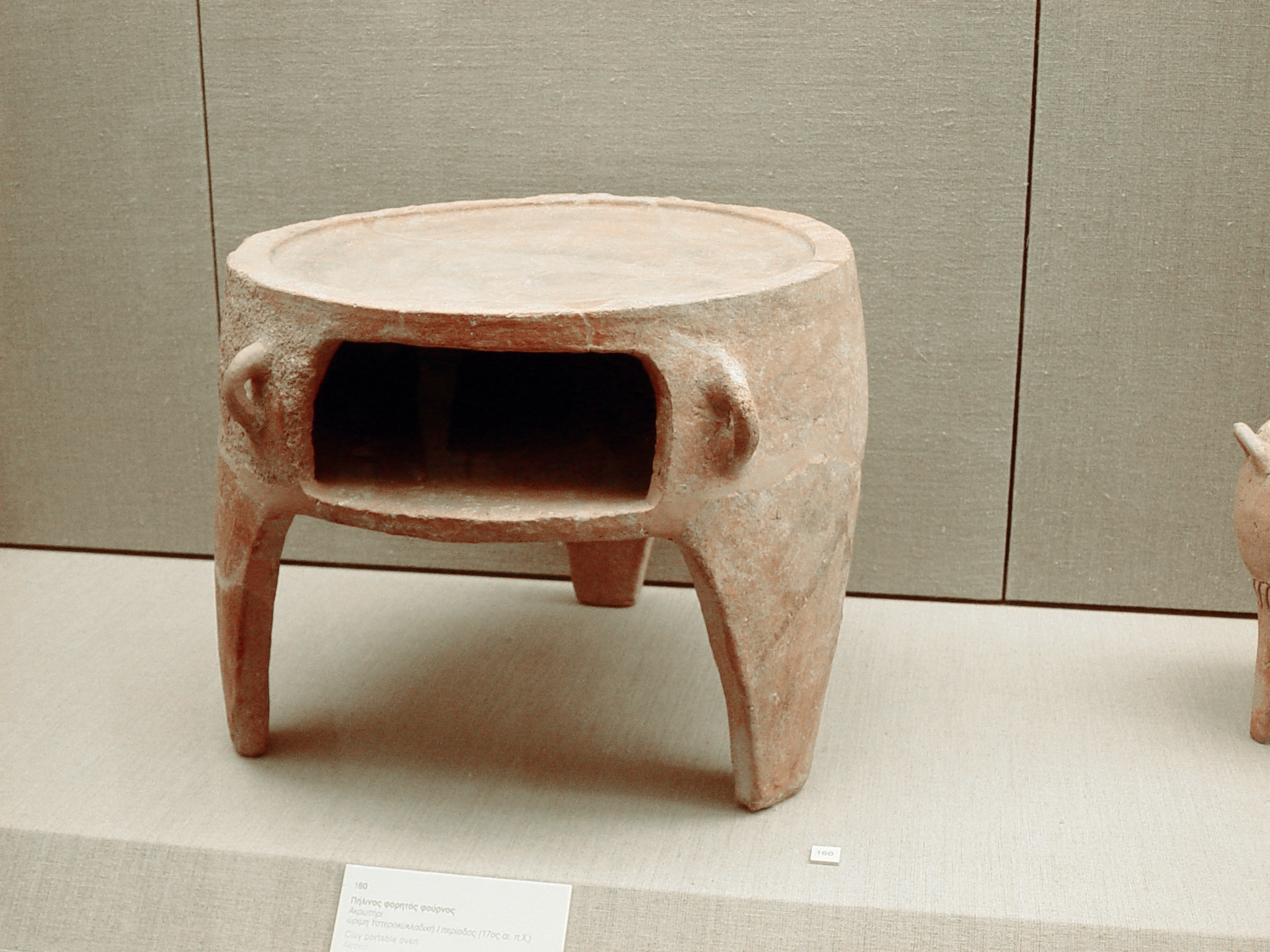
Kleiner Ofen aus gebranntem Ton
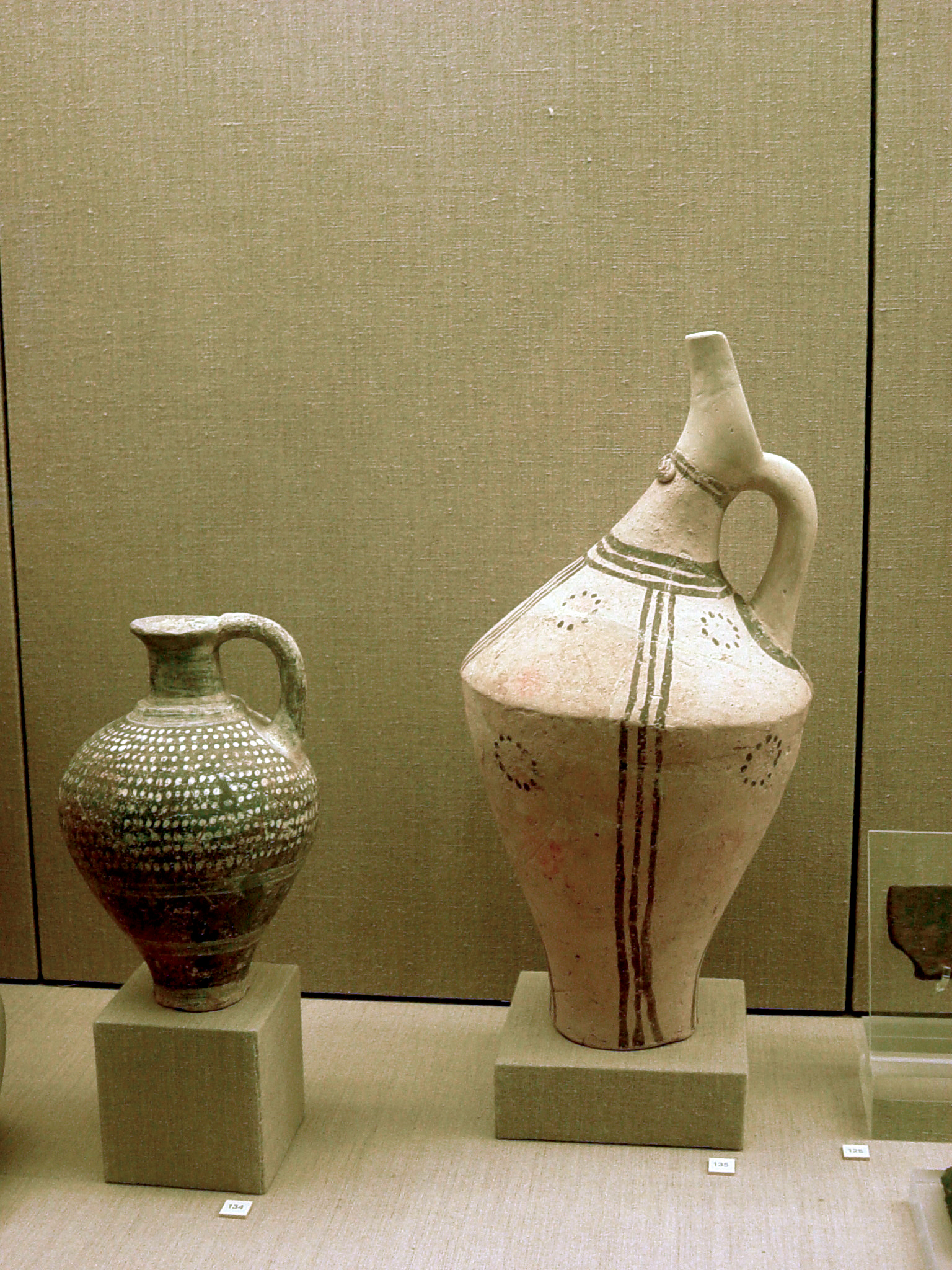
Zwei Krüge mit Dekor
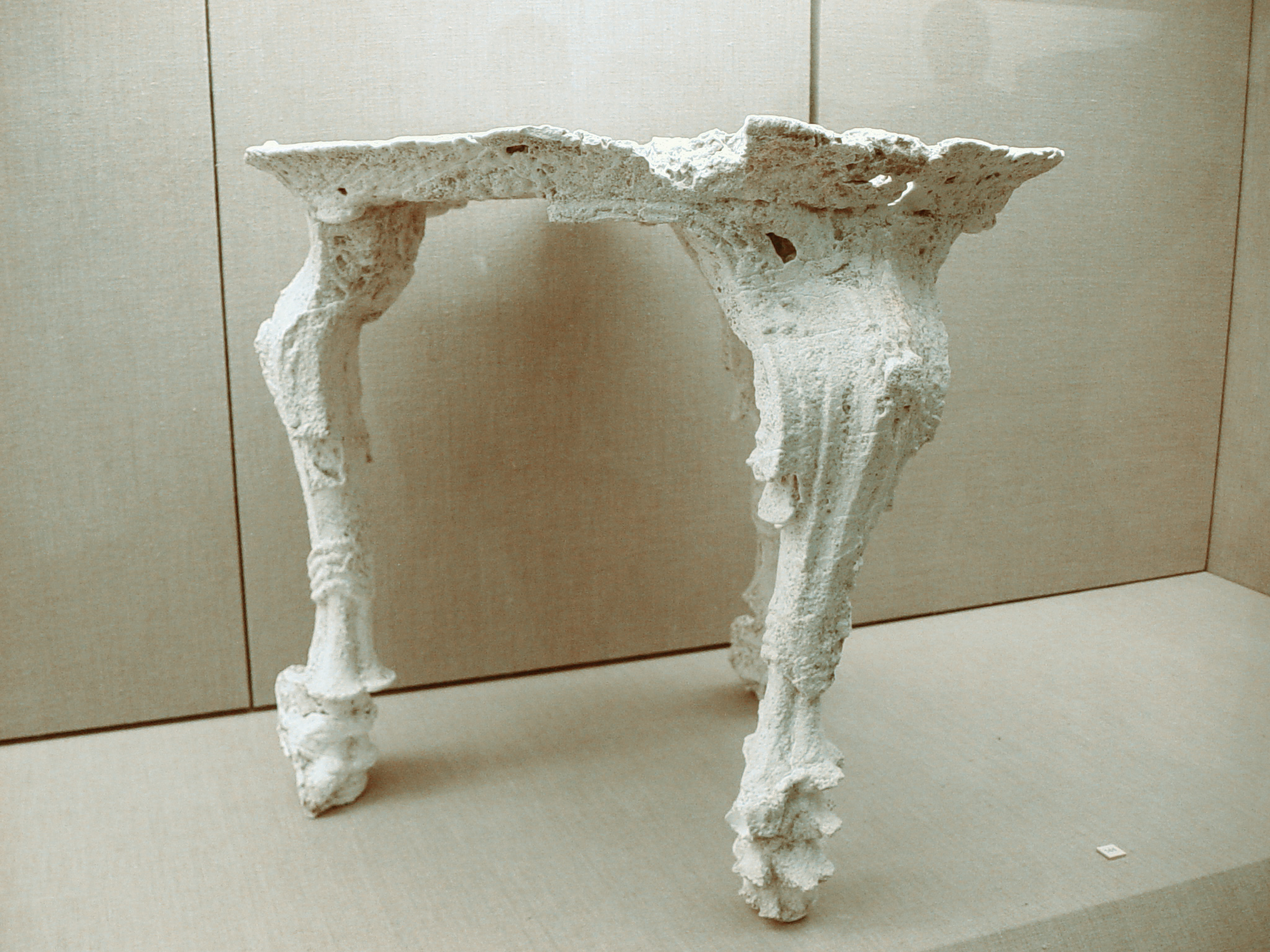
Geschnitzter Holztisch, Ausguss mit Gips

### Kultur und Religion
Die Funktion der ausgemalten Räume, von denen jedes Haus mindestens einen aufwies, ist im Einzelnen nicht bekannt. Auffallend häufig wurden in den Räumen mit Fresken Gegenstände gefunden, die mit der Zubereitung von Speisen in Verbindung stehen. Außerdem wurden in verschiedenen Häusern der Stadt und vorwiegend in ausgemalten Räumen einige Rhyta gefunden, Trink- oder Spendengefäße in Tierform, sowie Opfersteine und kunstvoll geschmückte Schalen. Ihre Verwendung zu kulturellen oder kultischen Zwecken ist anzunehmen, Einzelheiten sind aber nicht erkennbar.
Im südwestlichsten Teil der Grabung wurden die bislang besten Funde mit religiösem oder liturgischem Bezug gemacht. Bei den Ausschachtungen für das Fundament eines Stützpfostens für das Dach innerhalb des „Hauses der Bänke“ entdeckte man 1999, von Bimsstein bedeckt, aufgehäufte Hörner überwiegend von Ziegen und Rindern sowie ein einzelnes Paar Hirschgeweihe. Unmittelbar westlich davon lag ein kleiner tönerner Kasten, auch als Larnax bezeichnet, in der Bimssteinschicht, der ein Ziegenidol aus Gold enthielt. Die Figur ist 11 Zentimeter lang, 9 Zentimeter hoch und wiegt 180 Gramm. Körper und Kopf sind nach dem Wachsausschmelzverfahren gegossen, die Beine, der Hals und der rechteckige Sockel wurden später mit Bronzelot angefügt. Das Ziegenidol stand ursprünglich in einem roten Holzkästchen, dessen Abdrücke und Farbreste sich an der Innenwand des Larnax erhalten haben.
Im nordöstlich anschließenden Gebäude Xesti 3 befand sich eine Vertiefung, die ursprünglich als Lustrationsbecken für Initiationsriten interpretiert wurde, jedoch nach näherer Untersuchung eher mit einem Adyton in Verbindung gebracht wird. Vergleichbare Einrichtungen sind sonst bisher nur aus Kreta bekannt. Das Gebäude Xesti 3 mit dem Becken ist aufwändig mit Fresken geschmückt, darunter das Fresko der Safransammlerinnen. An der Ostwand ist ein Schrein erhalten, der mit „Kulthörnern“ dekoriert war, wie Arthur Evans die stilisierten Stierhörner nannte, die in der minoischen Kultur eine bisher nicht näher bekannte religiöse Bedeutung hatten.

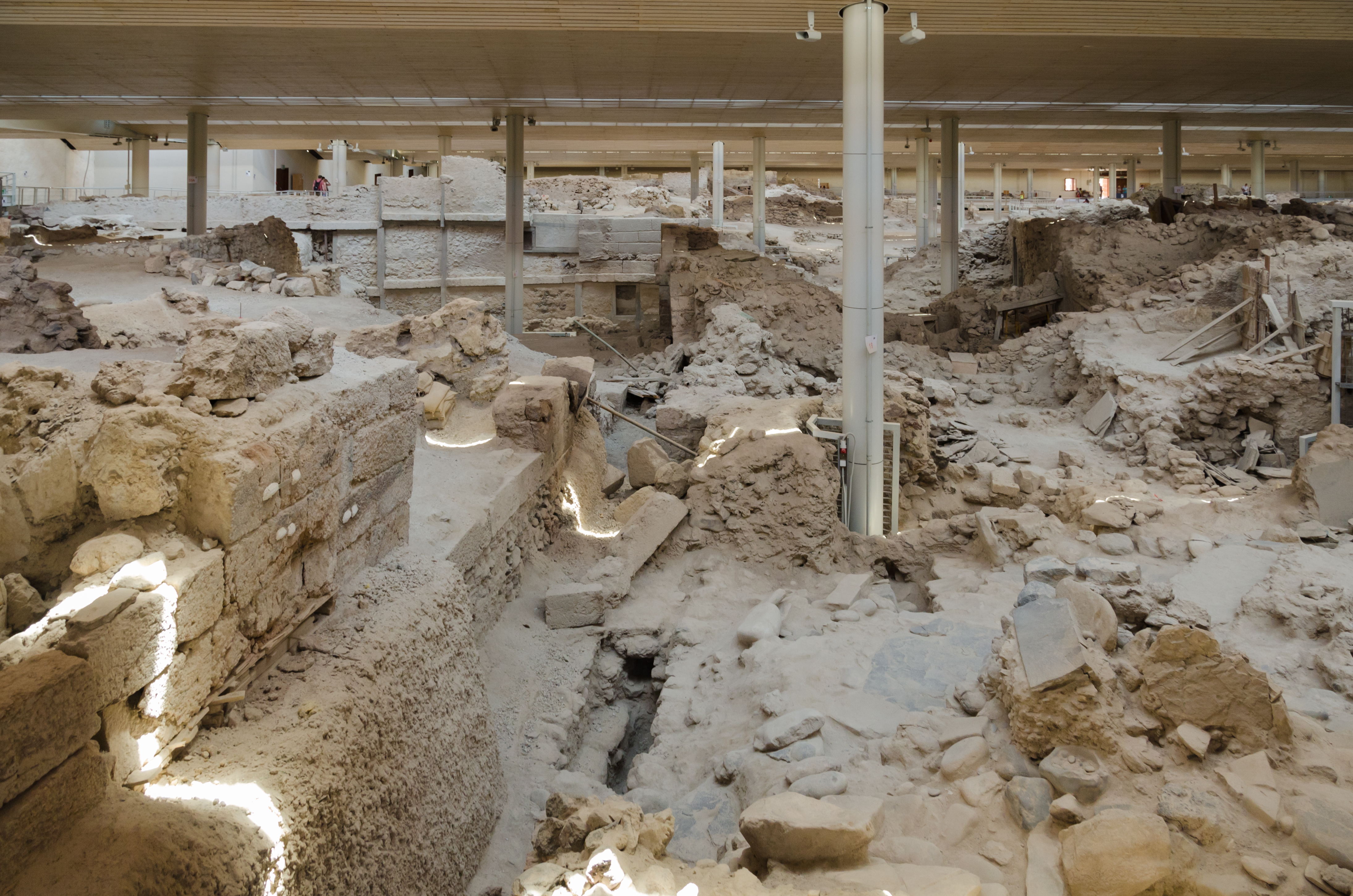
Ostseite des Kenotaph-Platzes. Links das Gebäude Xesti 5, davor ein Blick in die Kanalisation. Im rechten Vordergrund das Kenotaph mit der Schale voller Meereskieseln

Unklar ist die Funktion der Einrichtungen auf dem größten Platz der bisherigen Ausgrabung. Schon 1969/1970 fand Marinatos unter dem später von ihm so genannten Kenotaph-Platz die ersten Felskammern, die inzwischen als Gräber der frühkykladischen Siedlung erkannt sind. Die Kammern unter dem Platz sind zum Teil flach und nach oben offen, zum Teil liegen sie in über einem Meter Tiefe, weisen ein aus dem Gestein gehauenes Gewölbe als Decke auf und waren durch einen gedeckten Gang erreichbar. Zur Blütezeit der Stadt waren sie mit Erde und Geröll verfüllt, in dem unzählige Bruchstücke von Keramik eingelagert waren.
Über den Kammern, auf der Südseite des Platzes vor dem Gebäudekomplex Delta und westlich des Gebäudes Xesti 5, lagen mehrere Einrichtungen, die mutmaßlich kultischen Zwecken dienten. Marinatos grub noch die von ihm als Opferfeuer bezeichnete Struktur aus: Sie bestand aus einer Vertiefung, in der Asche und Knochen von Tieren, Ziegenhörner und vier Tonfiguren von Rindern gefunden wurden. Außerdem diverse keramische Gefäße und eine große Amphore, die Bohnen enthielt. An dieses Opferfeuer schloss sich im Westen eine flache Steineinhegung an, in der weitere Funde gemacht wurden, darunter ein Pithos mit rund 1,30 m Höhe, der in einem Stück aus vulkanischem Gestein gehauen war, und ein kleiner, tragbarer Herd oder Ofen aus demselben Material.
Weiter östlich auf dem Platz wurde eine Struktur aus großen, flachen Steinen, mehreren Felsbrocken und kleineren Steinen gefunden, die zu einem Hügel aufgehäuft waren, der eine weitgehende flache Oberfläche aufwies. Sie wurde zunächst als Kenotaph gedeutet und gab dem Platz den Namen. Am Rand dieses Steinhügels wurde eine steinerne Schale entdeckt, in der kleine, runde Kieselsteine liegen. Im Inneren des Hügels befand sich ein Depotfund von Kykladenidolen. Durch keramische Gefäße in den Strukturen konnten sie und die Verfüllung der Felskammern in die Phase III der frühkykladischen Zeit und etwa 2200 bis 2000 v. Chr. datiert werden, waren also rund 500 bis 600 Jahre älter als die Stadt bei der Zerstörung. Die Aufbewahrung dieser damals schon antiken Objekte auf einem bedeutenden Platz der Stadt wird mit kultischen Zwecken erklärt. Als Motivation wird von Doumas angeführt, dass die unterirdischen Kammern aufgrund ihrer Begräbnisfunktion als spirituelle Gefahren angesehen wurden, die durch die Kultgegenstände und -einrichtungen gebannt werden sollte. Dazu passen die Kieselsteine, die im Meer abgeschliffen wurden, weil Wasser in traditionellen Religionen mit Reinigung und Seelenheil in Verbindung gebracht wird.

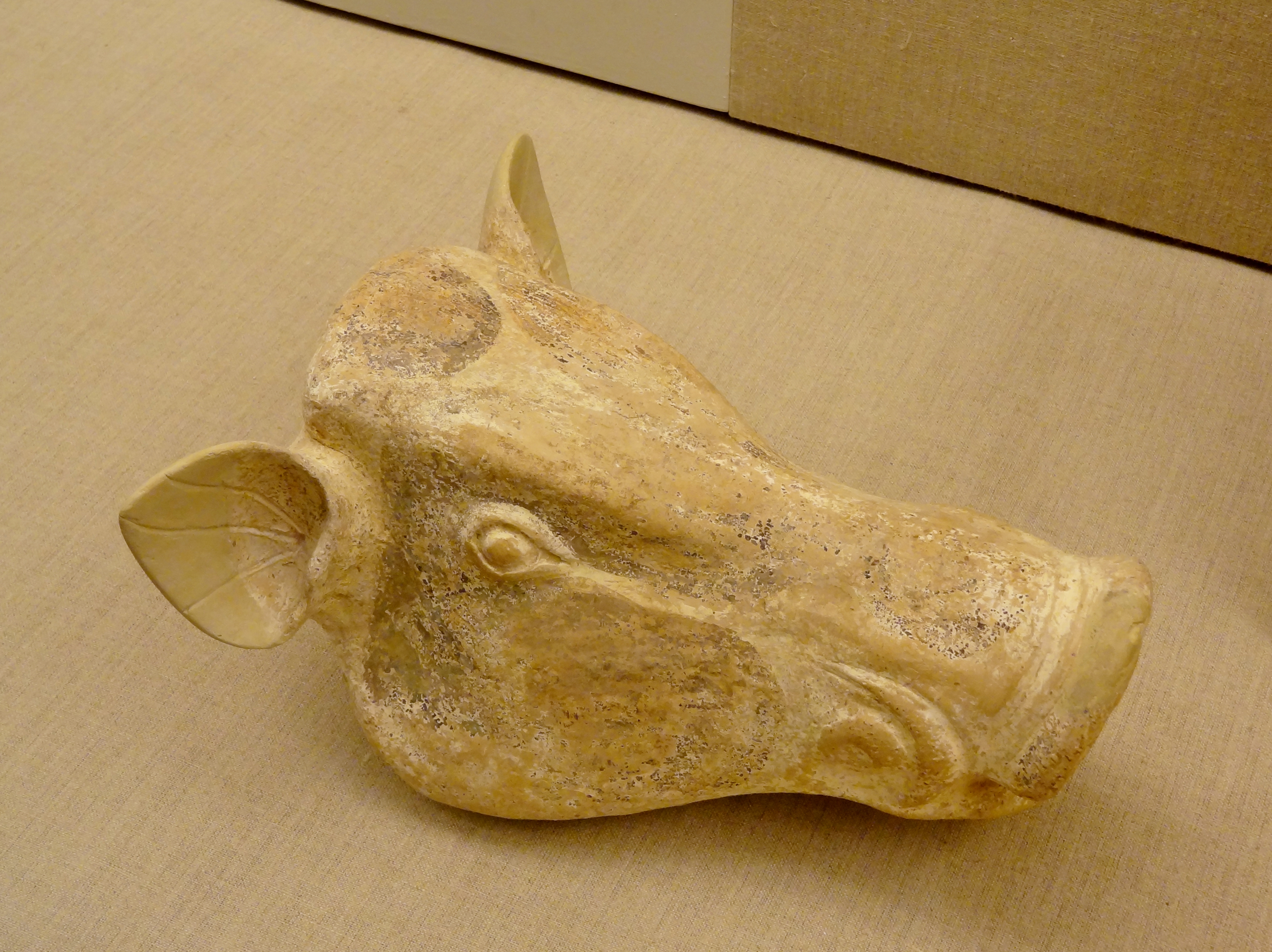
Eberkopfrhyton aus Raum Δ17 im Sektor Delta
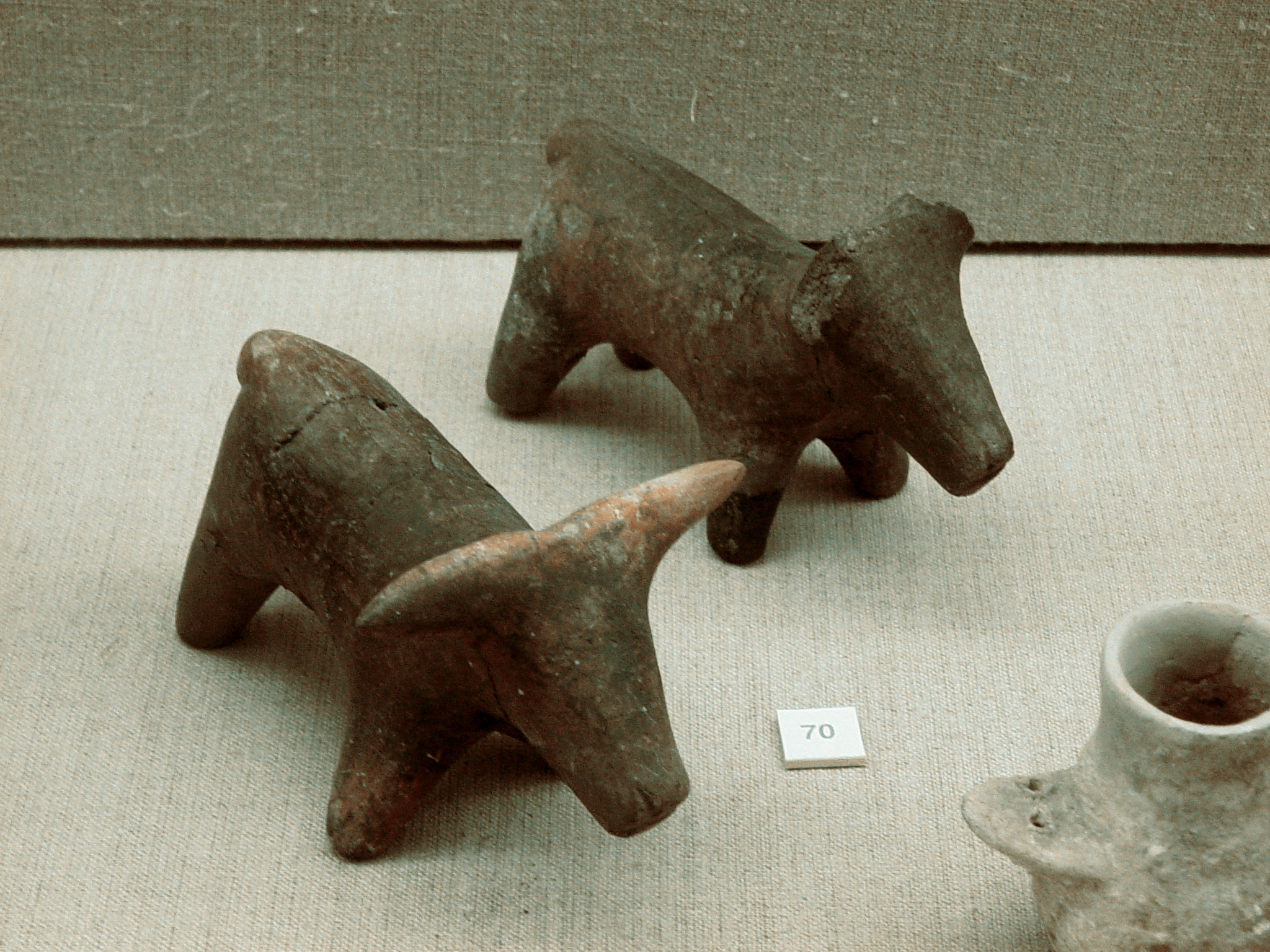
Zwei der Rinder-Figuren aus dem Opferfeuer
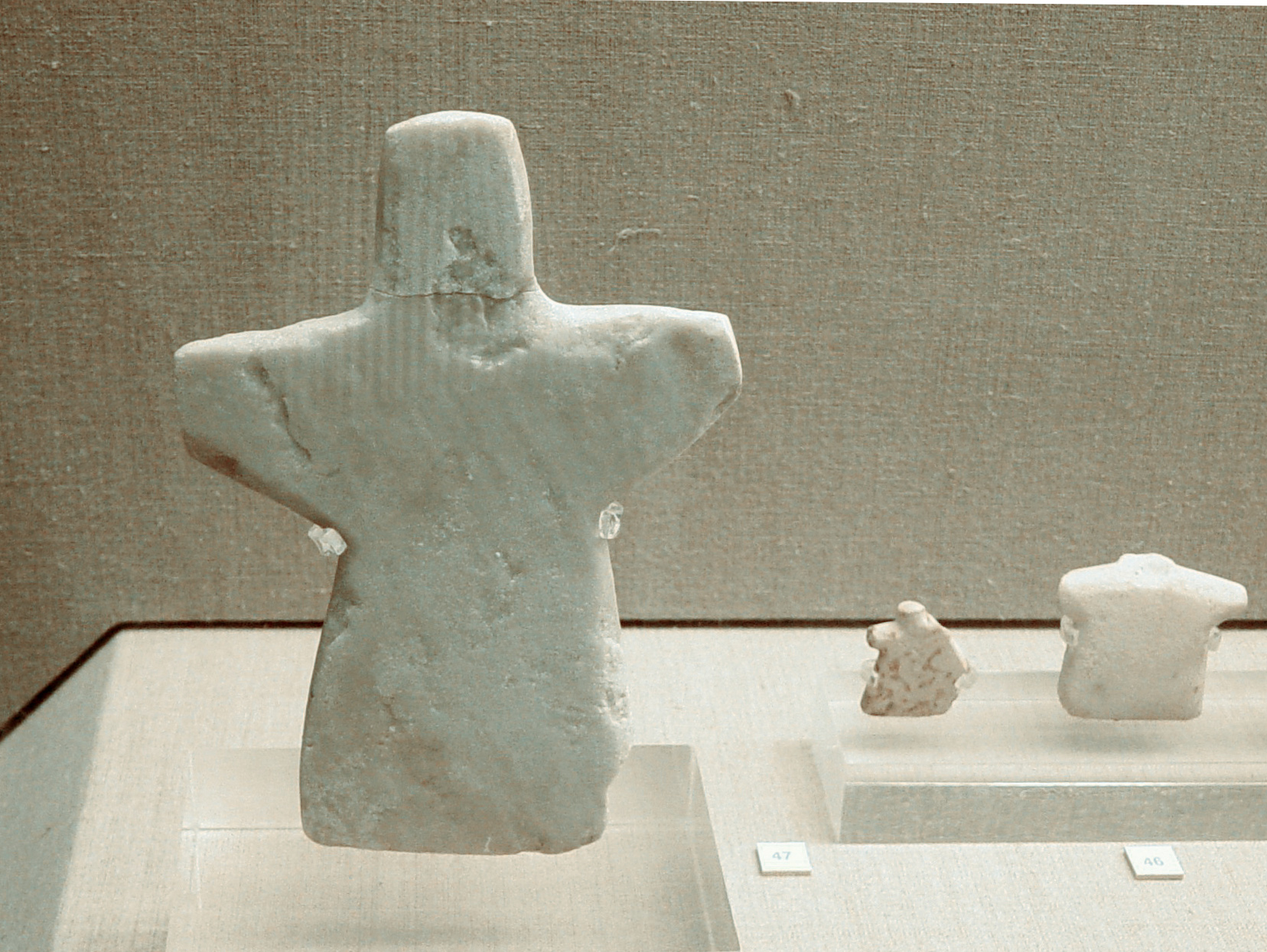
Drei abstrakte Kykladenidole
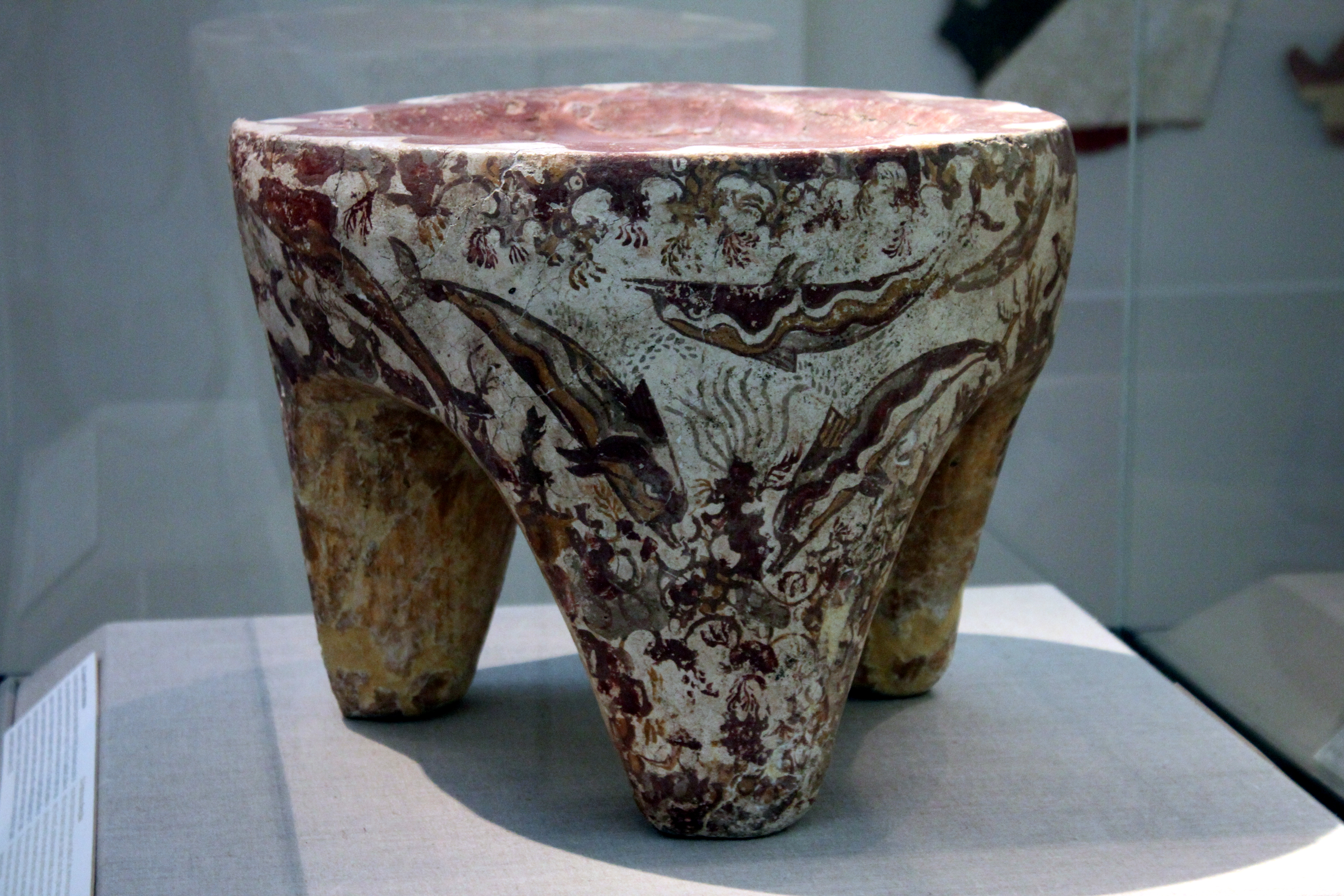
Opfertisch aus Stein bemalt mit Delfinen

Bisher wurde keine Nekropole entdeckt, die der Stadt in ihrer Blütezeit zugerechnet werden kann. In den Grabkammern aus frühkykladischer Zeit wurden keine Begräbnisse von Erwachsenen gefunden, aber in einer der Kammern lagen mehrere keramische Gefäße, in denen Asche und knöcherne Überreste von per Feuerbestattung beigesetzten Kindern gefunden wurden. Südlich der heutigen Inselhauptstadt Fira wurden 1897 in einem Steinbruch Reste eines Grabfeldes aus vermutlich frühkykladischer Zeit entdeckt, und die Mitarbeiter Hiller von Gärtringens fanden einige Jahre später rund drei Kilometer nördlich von Akrotiri (nahe dem heutigen Megalochori) einzelne Gräber, die sie unspezifisch der Epoche vor der Eruption zuordneten. Ihr Wissen über zeitliche Einordnung der Kykladenkulturen war noch sehr gering und ihre Aufzeichnungen sind so ungenau, dass Details der Gräber und der genaue Fundort unbekannt sind.

### Wirtschaft und Sozialstruktur

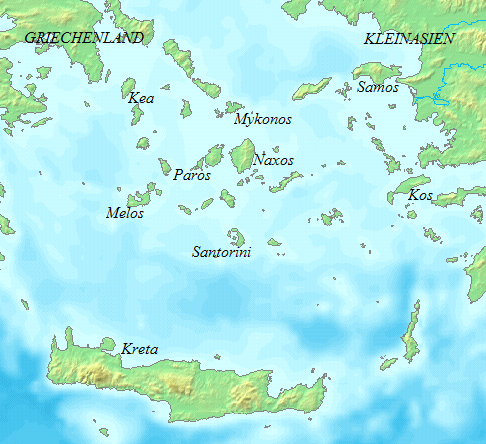
Die südliche Kykladeninsel Santorin (Thera) innerhalb der Ägäis

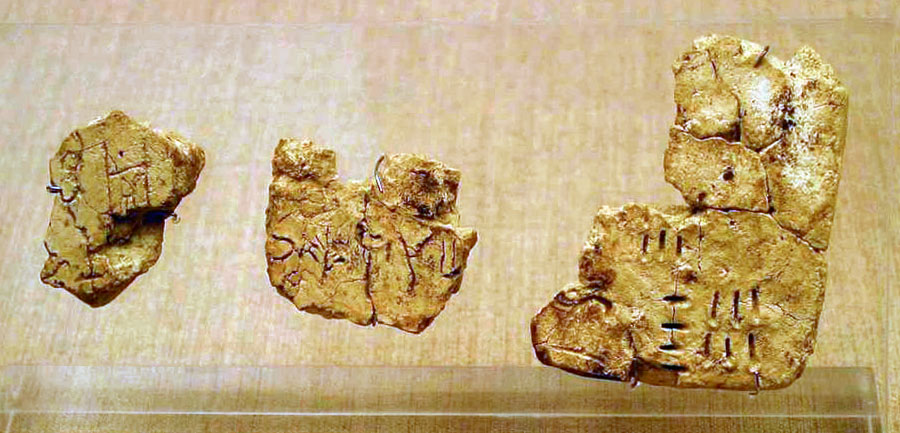
Tafeln mit Text in Linearschrift A

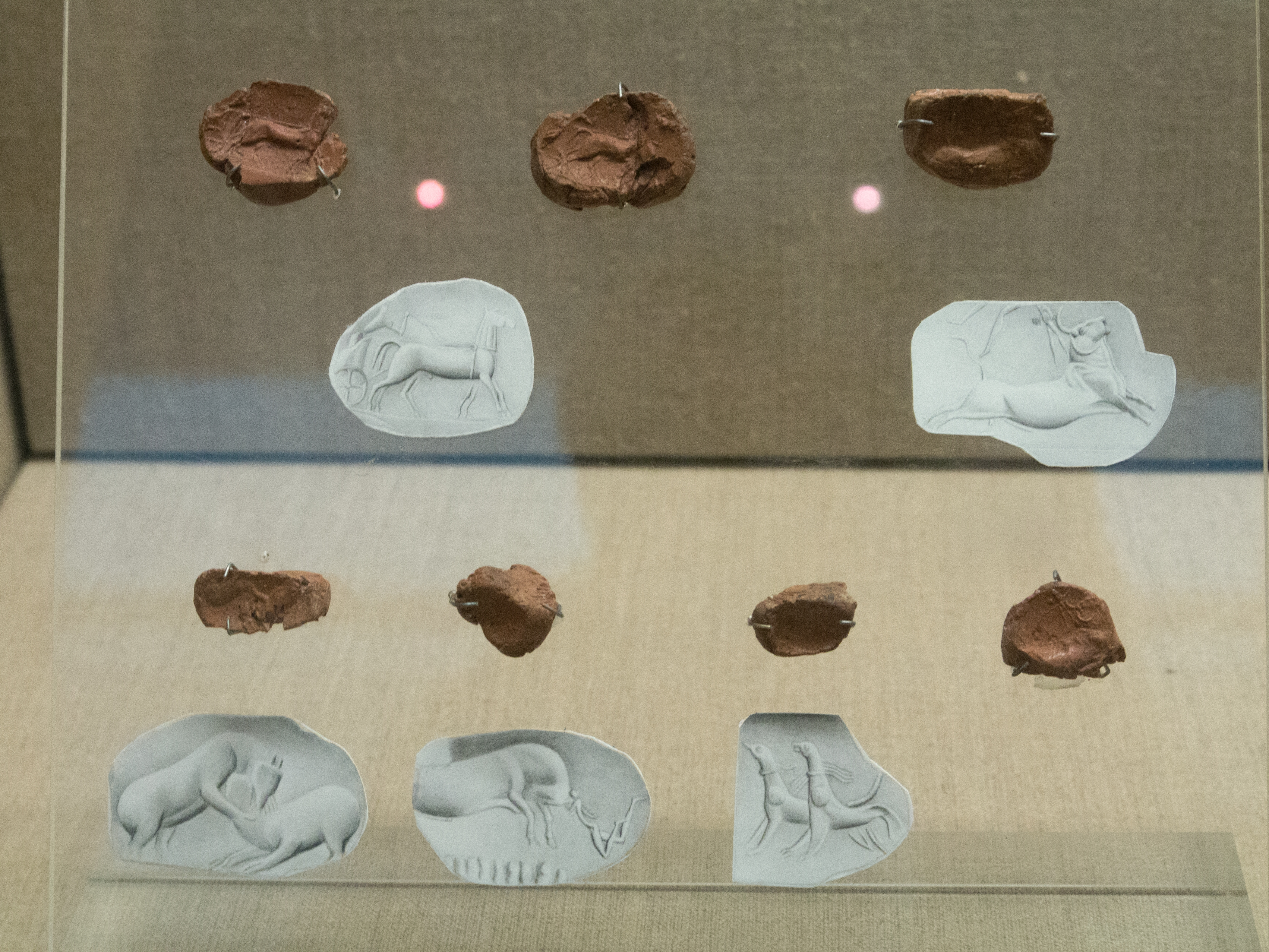
Mehrere Siegelabdrücke mit rekonstruierten Motiven

In den 1990er Jahren wurden Funde gemacht, die einen Einblick in die Handelsbeziehungen der Stadt erlauben. In einem der Herrenhäuser wurden Bruchstücke von Tontafeln ergraben, die Inventardaten in der Linearschrift A tragen. Aus diesen Einträgen geht hervor, dass Akrotiri mit großen Mengen an Schafwolle und Olivenöl handelte. Da die Insel aufgrund ihrer Oberflächenbeschaffenheit damals wie heute für die Viehzucht eher ungeeignet ist, lassen die vielen gefundenen Webgewichte und Reste der Textilfärbung vermuten, dass Akrotiri in der mittleren Bronzezeit ein Zentrum der Veredelungswirtschaft für textile Produkte war. Wolle und wahrscheinlich auch Flachs wurde von den nördlichen Nachbarinseln eingekauft, versponnen und zu Tuch gewebt, gefärbt und weitergehandelt, vermutlich besonders ins kulturelle Zentrum Kreta. Diese Form der Arbeitsteilung ist in prämonetären Gesellschaften selten.
Oliven wurden auf den Ägäisinseln damals in größerer Menge als heute angebaut; hier spielte Akrotiri eine wesentliche Rolle im Handel. In der Periode I der spätkykladischen Zeit stammen fast 50 % aller im Raum der Kykladenkulturen, Kreta und Zyperns gefundenen Bügelkannen – die typische Handelseinheit sowohl von Olivenöl wie von Wein – aus Santorin. Die ideale Lage an den Haupthandelsrouten war ein entscheidender Faktor für die Wirtschaft der Insel. Insbesondere war Santorin die einzige Insel, die innerhalb einer Tagesreise von Kreta aus erreicht werden konnte. Da die Handelsschiffe der Bronzezeit nachts nicht fuhren, sondern Schutz in Buchten suchen mussten, war die Insel der zentrale Trittstein für den Handel der kretischen Minoer mit allen Märkten im Norden.
Die Landwirtschaft auf der Insel selbst ging von verstreuten kleinen Bauernhöfen aus, von denen bisher drei gefunden werden konnten. Zwei davon bestanden aus Steingebäuden mit nur einem Raum, der dritte aus zwei Räumen, einem ummauerten Hof und einem Lagerraum oder Stall. Die weitere Besiedlung der Insel ist wegen der Lavadecke nur wenig erforscht. Abgesehen von den Bauernhöfen wurden an verschiedenen Stellen einzelne Mauerreste in Verbindung mit Keramik-Scherben aus der Epoche von Akrotiri gefunden. Ihre Ausdehnung, Zusammenhänge und Nutzung sind nicht bekannt.
Eine in den 1990er Jahren gefundene Sammlung von Siegelabdrücken lässt sich bisher noch nicht in einen Kontext einordnen. Es handelt sich um mehrere Dutzend Tonscheiben mit Abdrücken, die rund 15 verschiedene Motive darstellen. Eventuell waren es Handelsmarken, gefunden wurden sie in einer Art Sammlung, nicht an verschiedenen Gütern befestigt.
Rückschlüsse auf eine ausgeglichene Sozialstruktur, zumindest des bislang ergrabenen Teils der Stadt, können aus den Fresken gezogen werden. Jedes Wohnhaus hat wenigstens einen ausgemalten Raum. In einigen Häusern wird von den Motiven der Fresken auf die Berufe oder Herkunft der Bewohner geschlossen. Der Bewohner des Westhauses mit maritimen Motiven war möglicherweise Kapitän oder Handelsherr. Möglicherweise handelt es sich bei den Bewohnern des bisher freigelegten Viertels um Angehörige einer Elite, denn aus Kreta ist bekannt, dass am Anfang der spätminoischen Zeit keine egalitäre Gesellschaft existierte, sondern Eliten miteinander eine komplexe Schenkökonomie um den Austausch von Gefälligkeiten und Gütern betrieben und mittels Unterdrückung um ihre Stellung in der Gesellschaft rangen. Dazu passt, dass Analysen der Architektur und der Anordnung einiger Fresken in den Bauwerken den Schluss zulassen, dass Wandgemälde auch für ihre Wirkung nach außen angebracht wurden. Sie konnten durch Fenster von außerhalb der Gebäude gesehen werden und könnten neben der rituellen Nutzung zumindest in einigen Fällen auch dem Wettstreit um sozialen Status gedient haben.
Wenn weiterhin keine Befestigung der Stadt und keine sonstigen militärischen Einrichtungen gefunden werden, müssen die Verbindungen zur Leitkultur auf Kreta wesentlich enger angenommen werden als früher vermutet. Akrotiri stand dann nicht in Konkurrenz oder gar Opposition und hatte daher keine Zwangsmaßnahmen zu befürchten, wie es die Befestigungen anderer zeitgleicher Siedlungen auf den nördlichen Nachbarinseln, zum Beispiel Phylakopi auf Milos, annehmen lassen. Als Erklärung für das enge Verhältnis und die kulturellen Verbindungen wird angenommen, dass Kreter als Handelsherren, Handwerker oder Künstler nach Akrotiri kamen, in führende Familien der Insel einheirateten und so eine familiär verbundene, gemischte Elite bildeten.
Analysen der keramischen Funde vom Ende der mittelkykladischen Zeit und dem Umbruch zur spätkykladischen Epoche zeigen, dass Importe aus Kreta nicht mehr als 10 %, später 15 % der Funde ausmachen, aber graduell einen deutlichen Einfluss auf die Herausbildung lokaler Dekors und Stile in Akrotiri bewirkten. Aus dem langsamen Verlauf wird geschlossen, dass die Stadt keine Kolonie war, da sonst der Einfluss plötzlich zugenommen haben würde, sondern ein langsamer kultureller Prozess stattfand, in dem sich Akrotiri der minoischen Kultur annäherte, dabei aber eigenständige Züge ausprägte. Akrotiri unterschied sich damit von anderen Orten an der südlichen Ägäis wie Milet, wo früh und schnell minoische Keramikstile übernommen wurden, oder der Insel Kythira, die bereits am Ende der Vorpalastzeit als vollständig minoisch assimiliert anzusehen ist. Im Akrotiri der späten Kykladenkultur wurden auch minoische Maßeinheiten verwendet, die in der Stadt gefundenen Gewichtsstücke waren nach ihrer Masse und der Stückelung mit solchen aus Kreta identisch.

### Der Untergang
Anders als in Pompeji wurden in den Asche- und Bimssteinschichten von Akrotiri keine menschlichen Überreste gefunden. Es gibt in den Häusern keinen Schmuck und nur wenige aufwändig gefertigte Werkzeuge. Dies deutet darauf hin, dass die Bewohner vor dem Vulkanausbruch noch Zeit hatten, ihre Wertsachen zusammenzusuchen und auf die Boote zu fliehen.

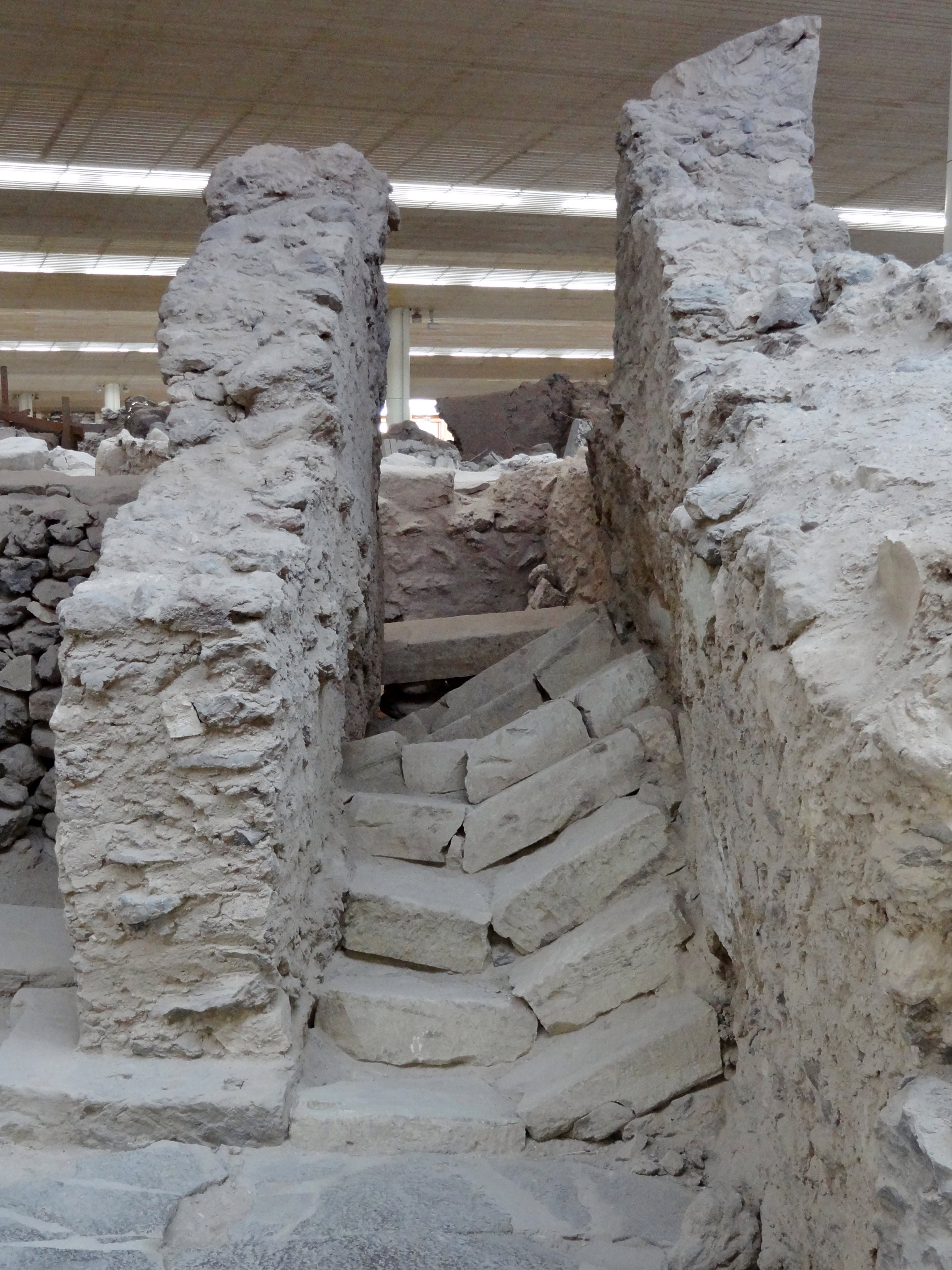
Zerstörte Treppe des Gebäudes Xesti 1 (Raum Δ5)

Die Warnung vor der eigentlichen Eruption geschah offenbar durch ein Erdbeben. Seine Spuren zeigen sich an Treppenstufen aus behauenem Stein, die alle mittig gebrochen sind, sowie in beschädigten Wänden der Gebäude. Nach dem Erdbeben kehrten einige der geflüchteten Bewohner zurück. Sie legten die Straßen wieder frei, rissen beschädigte Mauern ab und sortierten wiederverwendbares Baumaterial. Außerdem bargen sie Möbelstücke und Güter. So wurde ein Stapel Bettgestelle gefunden, die aus einem Haus zum Abtransport bereitgestellt wurden. Unbeschädigte Krüge und Amphoren mit Lebensmitteln waren ebenfalls zu Sammelstellen außerhalb der Häuser gebracht worden.

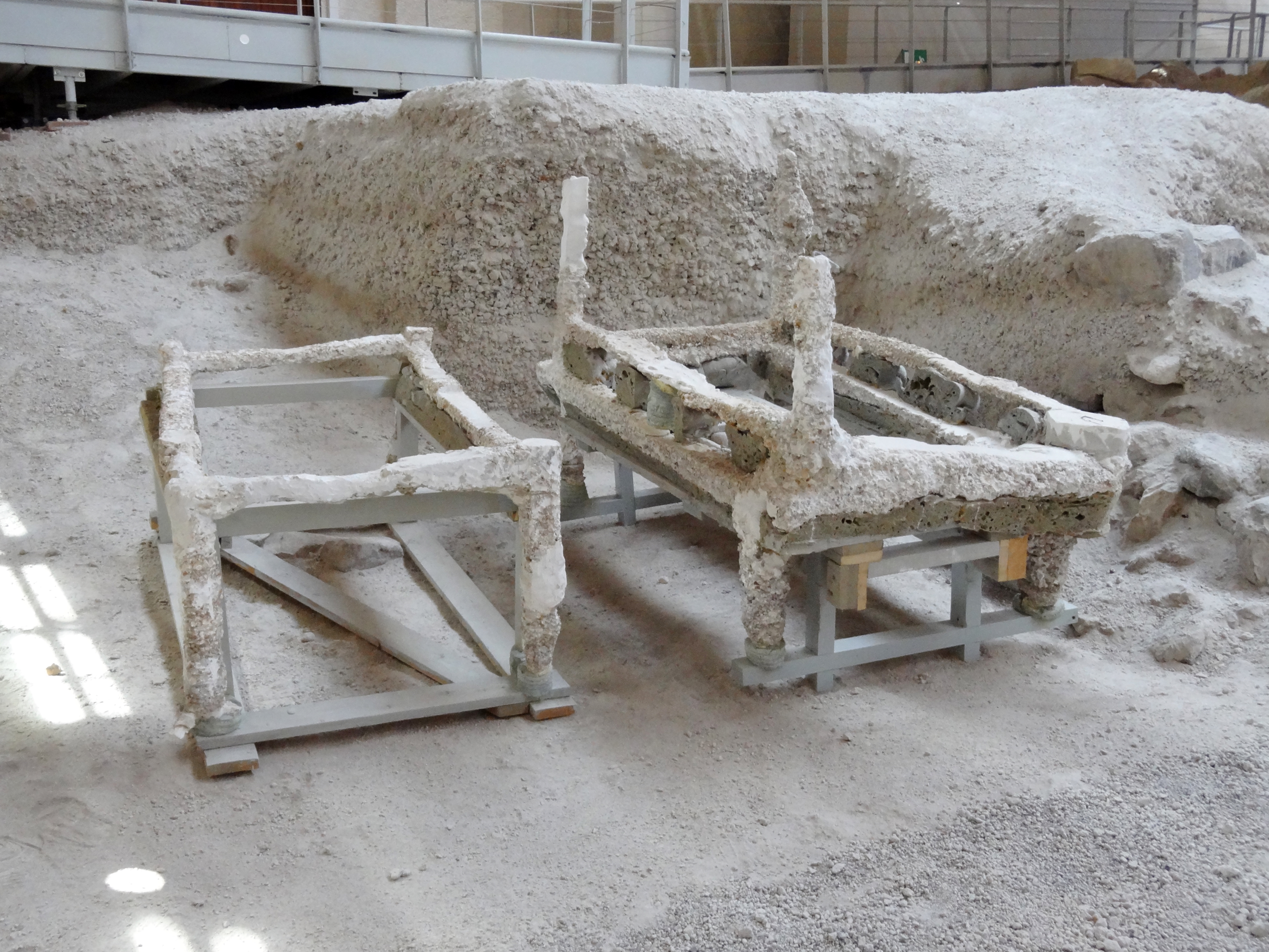
Durch Ausgüsse von Hohlräumen gewonnene Gipsabdrücke von Bettgestellen in der „Telchinenstraße“, die von Bergungstrupps geborgen und abgestellt worden waren, mit sichtbaren Resten des Geflechts zum Auflegen der Matratze

Zu diesem Abtransport kam es nicht mehr, bevor der Vulkan die Siedlung auslöschte. Der Ausbruch, die sogenannte Minoische Eruption, begann nach heutiger Erkenntnis mit dem Ausstoß von leichten Pyroklastika aus einem Vulkanschlot, der fast genau mittig im Inselrund lag. Der Ausbruch dauerte nur kurz, die Menge des ausgestoßenen lockeren Materials war gering, so dass die Bergungsteams sich in Sicherheit bringen konnten. Allerdings gibt es auf keiner der Nachbarinseln Hinweise darauf, dass rund um die Zeit des Vulkanausbruchs eine größere Einwanderung stattgefunden hätte. Es ist daher anzunehmen, dass die Flüchtlinge durch Gase der Eruption oder durch Flutwellen doch noch ums Leben kamen.
Der eigentliche Ausbruch erfolgte Monate später. Auf einigen Mauerstümpfen wuchs bereits Gras, dessen verbrannte Reste gefunden wurden. Die Eruption bestand aus mehreren Phasen. Die erste war der Ausstoß von relativ leichtem Bimsstein, der sich in einer vergleichsweise dünnen Schicht von höchstens sieben Metern Dicke niederschlug. Sie brachte Dächer durch Überlast zum Einsturz, schützte die Gebäude aber vor der Zerstörung durch die späteren, schwereren Phasen. Diese brachten dicke Ascheschichten und Lavabrocken von bis zu 5 m Durchmesser, an anderen Stellen der Insel sogar bis 20 m.

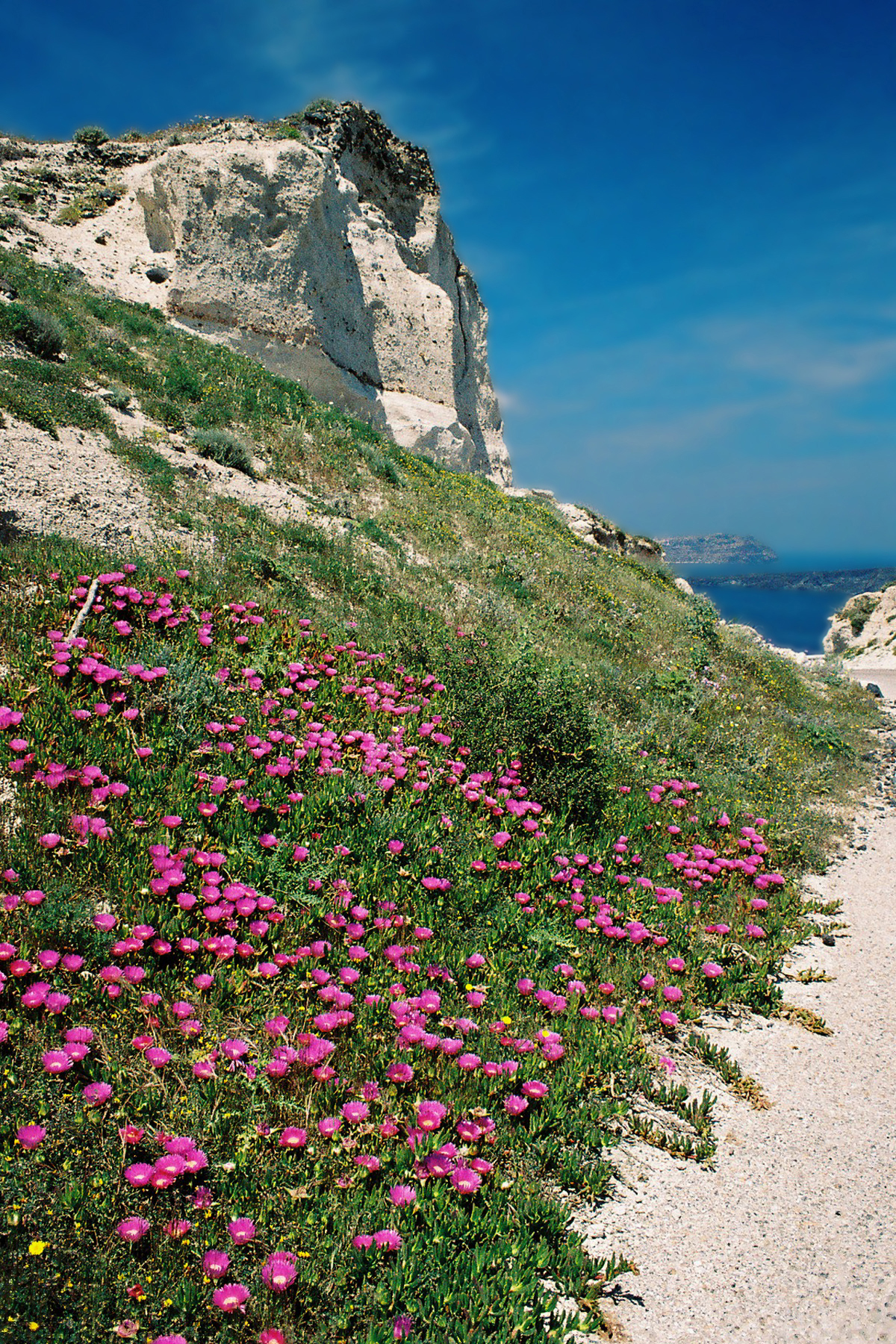
Der "erste Ausstoß" (~1500 v. Chr., erste Phase) begrub schon die Ausgrabungsstätte. Gut erhaltene Bimsschichten rund 1000 m nördlich der Ausgrabungsstätte.

Nach dem Ende der Eruption gingen langandauernde intensive Niederschläge auf die Reste der Insel herab. Sie sammelten sich in Sturzbächen und wuschen tiefe Rinnen in die verwüstete Landschaft. Eine der Abflussrinnen verläuft durch die heutige Grabung und hat mehrere Räume durch mitgeführten Schlamm und Asche so schnell und so vollständig angefüllt, dass sich hier Gegenstände besonders gut erhalten haben.
Die Datierung der Minoischen Eruption und damit des Untergangs der Stadt Akrotiri ist nicht vollständig gesichert. Die jüngsten Keramikstile der Stadt gehören zur Phase Spätkykladisch IA. Sie werden über Funde auf Kreta und in Ägypten mit der ägyptischen Chronologie synchronisiert und so auf ca. 1530 v. Chr. datiert. Naturwissenschaftliche Methoden, den Ausbruch anhand der Radiokarbon-Methode und durch Ablagerungen vulkanischer Aschen im grönländischen Eis einzuordnen, deuten auf die 1620er Jahre v. Chr. hin. Die Interpretation der widersprüchlichen Angaben und ihre eventuellen Folgen für die Datierung aller von der ägyptischen Chronologie abhängigen Kulturen ist Gegenstand einer Debatte in den Fachwissenschaften (siehe Minoische Eruption).
Nach den spärlichen archäologischen Funden zu urteilen, dauerte es mehrere Jahrhunderte, bis sich die Vegetation so weit erholt hatte, dass die Insel für die Wiederbesiedelung durch Menschen attraktiv wurde. Einzelne Scherben aus der Phase SH IIIB der Mykenischen Kultur um 1200 v. Chr. wurden bei Monolithos gefunden. Herodot berichtet von einer phönizischen Siedlung, die aber bislang nicht nachgewiesen werden kann. Eine nennenswerte Bevölkerung kam erst im 9. Jahrhundert v. Chr. mit den Dorern, nach deren von Herodot und Pausanias überliefertem Anführer Theras die Insel von da an „Thera“ genannt wurde. Sie siedelten nicht mehr an der Stelle von Akrotiri, sondern errichteten ihre Stadt Alt-Thera auf einem Felsgrat des Berges Messavouno, oberhalb des heutigen Ortes Kamari.

## Die Fresken
Bezeichnend für den hohen Lebensstandard der Akrotirer sind die vielfältigen Fresken. Die Themen reichen von geometrischen Mustern über Alltagsszenen, Seefahrt und Landwirtschaft bis zu sportlichen oder kultischen Spielen. Landschaftsbilder zeigen die Tier- und Pflanzenwelt auf Santorin und die exotischer Länder, wie Ägypten. Der Einsatz von Farben zu dekorativen Zwecken findet sich in Kreta schon seit dem Neolithikum, der Umgang mit gereinigten Pigmenten und abstrakte Motive beginnen mit der Altpalastzeit. Figürliche Darstellungen sind seit der Neupalastzeit auf Kreta nachweisbar.
Die Fresken von Akrotiri sind stärker als auf anderen Inseln der Kykladen von der Minoischen Kultur beeinflusst, hatten aber ihrerseits Einfluss auf die Bildersprache der Region. In Ayia Irini, auf der Insel Keos, wurde ein Miniatur-Fries gefunden, der an die Friese des Westhauses in Akrotiri erinnert. Ein weiterer Fries dieser Art wurde in Tel Kabri (Palästina) gefunden, geometrische Motive mit großer Ähnlichkeit zu Akrotiri sind aus dem Palast in Qatna, Syrien bekannt.

### Ausführung
Die Wandgemälde wurden typischerweise auf feuchtem Putz begonnen, aber anders als die klassischen Fresken auf dem getrockneten Untergrund im Sinne einer Seccomalerei fortgesetzt, so dass die Haltbarkeit in verschiedenen Teilen des Bildes unterschiedlich ist.

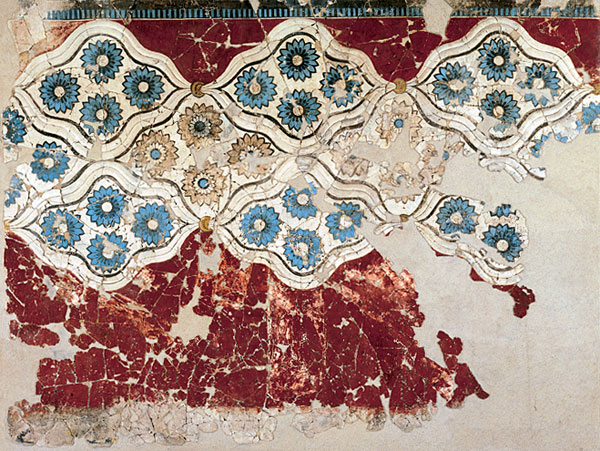
Florales Muster
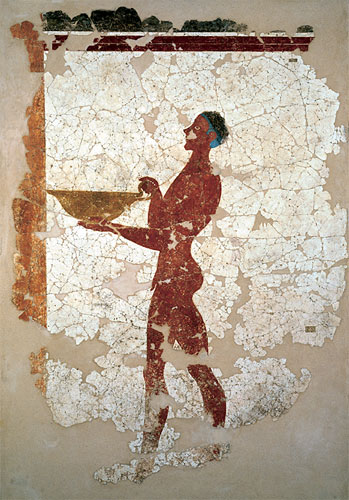
Nackter Junge mit Schale
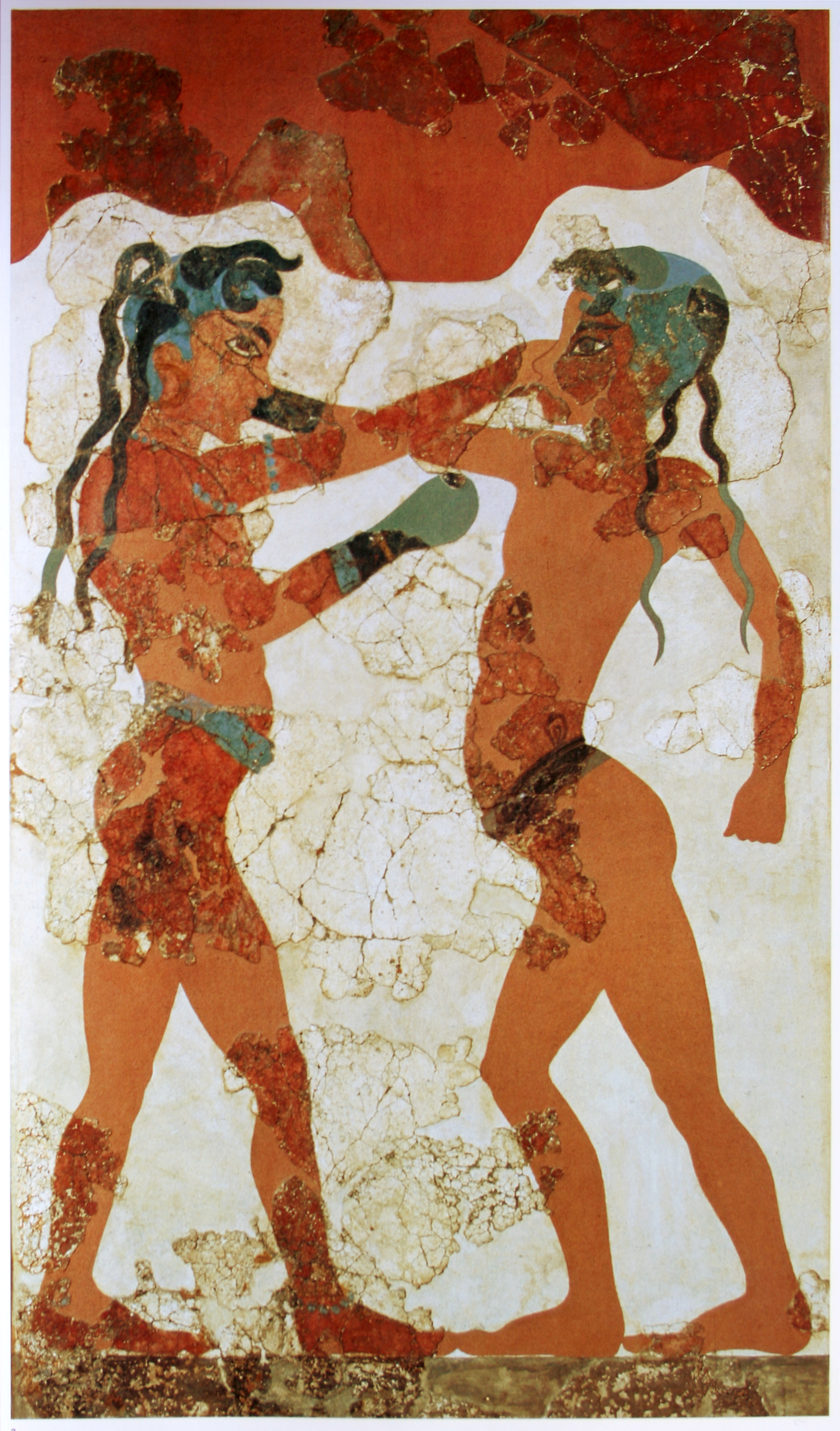
Boxende Kinder
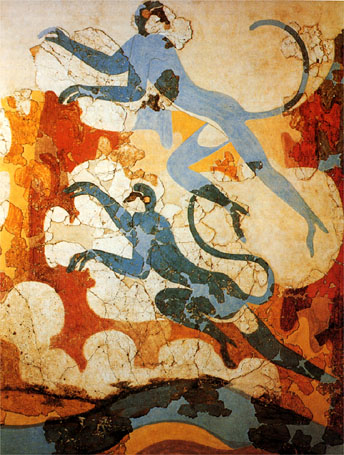
Blaue Affen

Die Fresken in den Häusern unterscheiden sich in Thematik und Stil deutlich, da verschiedene Künstler am Werk waren. Gemeinsam sind ihnen die sorgfältige und detailgenaue Ausführung und das verwendete Farbspektrum. Außer dem Weiß des gekalkten Untergrunds wurden überwiegend drei Farbtöne verwendet: Gelb in Form von Ocker und vereinzelt Jarosit, Tiefrot ebenfalls aus Ocker und gelegentlich Hämatit und ein kräftiger Blauton aus Ägyptisch Blau und vereinzelt dem Silikat Glaukophan, oder nach neueren Analysen Riebeckit. Das ebenfalls blaue Lapislazuli wurde bisher einmal im bronzezeitlichen Griechenland gefunden, aber nicht in Akrotiri. Graphit und Mischungen aus sehr dunklem Blau-Schwarz dienten zur Zeichnung von Konturen und Details. Die Farben wurden in aller Regel in reiner Tönung benutzt. Mischungen und Schattierungen werden nur bei wenigen Malereien und dort nur sparsam eingesetzt. Grün aus Malachit taucht nur in Spuren auf, gerade dort nicht, wo man es erwarten würde: bei Pflanzenbildern.
Farben spielen eine wesentliche Rolle für die Stilisierung gegenständlicher Motive. Sie werden dabei oft nicht dem realistischen Erscheinungsbild entsprechend verwendet, sondern zur Strukturierung des Bildes durch benachbarte Farbflächen.

### Motive
Die Fresken zeigen neben dekorativen Mustern und Rahmen vor allem Szenen und Motive aus dem Leben der Menschen. Sie erlauben einen detailreichen Einblick in die Kultur und Gesellschaft der Bronzezeit.

#### Personen
Abbildungen von Menschen bieten einen besonderen Zugang zum Leben der bronzezeitlichen Akrotirer. Einige Männer, die bei formellen, möglicherweise rituellen Handlungen dargestellt sind, tragen einen für die ägäischen Kulturen ungewöhnlichen langen Mantel in Weiß, wie er in Linear-B-Texten aus Knossos, Kreta beschrieben wird und noch mehrere Jahrhunderte später bei Homer als Chlaina (χλαινα) in einfacher oder doppelter Form erwähnt wird. Er war entweder mit zwei Längsstreifen auf der Vorderseite verziert oder die Darstellung verweist auf eine doppellagige Tragweise.
Einige wenige Figuren beiderlei Geschlechts, die als Leiter von Zeremonien gedeutet werden, tragen ein Gewand, das aus dem Nahen Osten bekannt ist. Es handelt sich um ein Tuch, das zweifach um den Körper gewickelt wird, einmal unter den Achseln, die zweite Lage über die Schulter, wo es mit einer Spange gehalten wird und von wo der Rest des Tuches locker über den Rücken fällt. Auch hier sind die Gewänder mit zwei breiten abgesetzten Streifen geschmückt. Niemand sonst trägt ein weißes Gewand mit Schmuckelementen. Einige Stadtbewohner sind zwar ebenfalls weiß gekleidet, jedoch ohne besondere weitere Kennzeichen.
Frauen tragen – abgesehen von den genannten Priesterinnen – entweder einen knöchellangen farbigen Rock und eine Bluse mit Ärmeln bis zu den Ellenbogen oder ein Kleid mit kurzen Ärmeln, dessen Oberteil auf der Vorderseite weit unterhalb der Brüste geschlossen wurde. Die Kleider sind aus einem gewebten Stoff und oft gestreift.
Abgesehen von Einzeldarstellungen und kleineren Gruppen, die auf den Fresken in fast allen Gebäuden vorkommen, sind die Massenszenen im Westhaus am aussagekräftigsten. Etwa 370 Personen sind auf den Miniaturfresken des Zeremonienraums abgebildet. Davon sind 120 nur schematisch dargestellte Ruderer in den Booten, andere sind für eine Beurteilung zu schlecht erhalten. Um die 170 männlichen Figuren mit ausreichend erkennbarer Bekleidung stehen nur zehn Frauen gegenüber. Während die meisten Männer individuell dargestellt sind, erscheinen fast alle Frauen uniform in Kleidung und Frisur lediglich an den Fenstern der Stadt abgebildet. Die wenigen Ausnahmen sind die oben angeführten Priesterinnen.

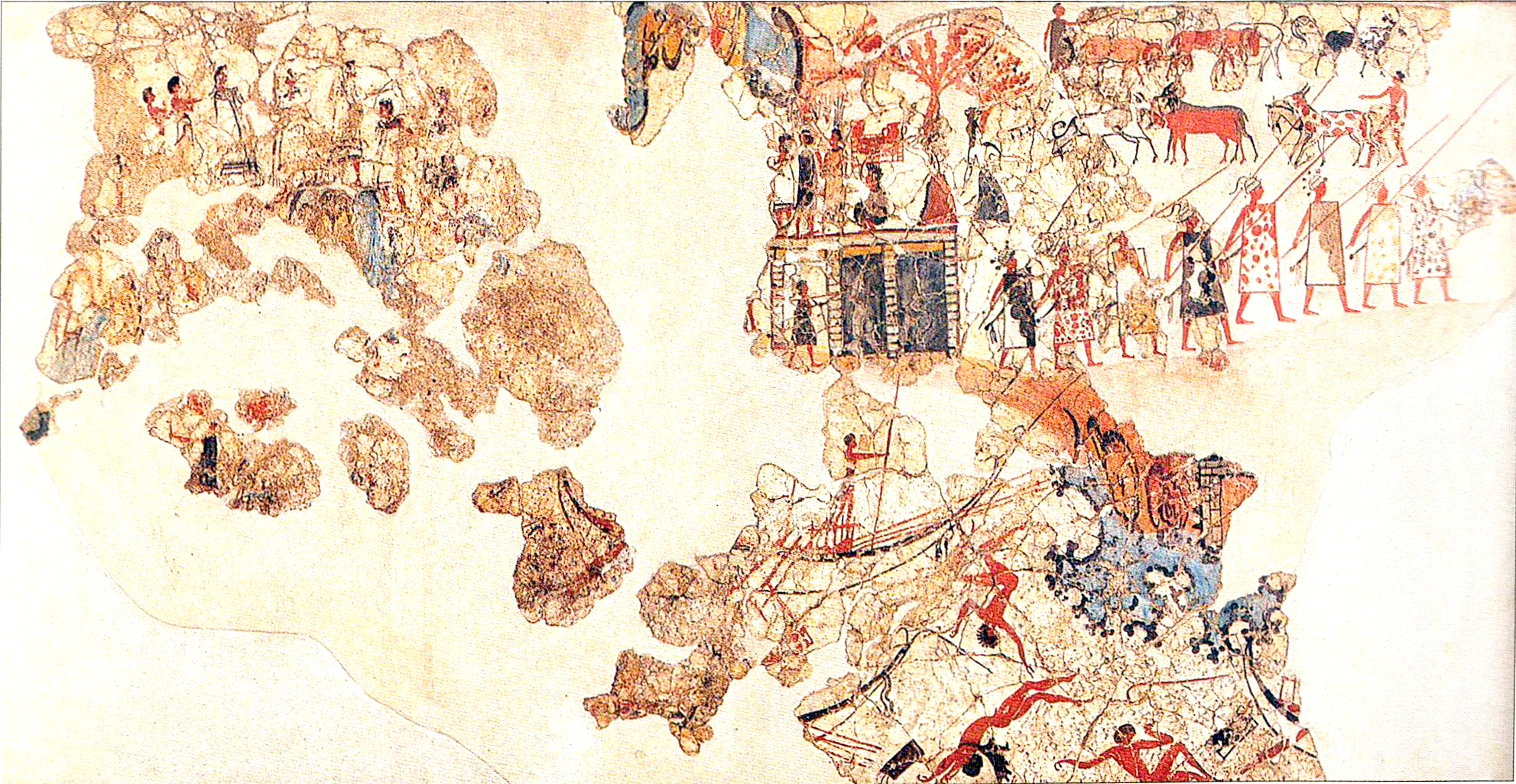
Vielfältige Szene mit Herden, Kriegern und Schiffbruch (Nordwestfries in Raum 5 im Obergeschoss des Westhauses)

Die meisten Stadtbewohner sind mit einer Art Umhang bekleidet, der in weiß, rot-ocker und blau-schwarz vorkommt. Eine Unterbekleidung ist nicht erkennbar. In einer entsprechenden Abbildung tragen Schaf- und Ziegenhirten die gleiche Kleidung in schwererer Form mit ähnlichem Schnitt. Eine Reihe von Personen trägt verschiedene Formen von Lendenschurzen oder Röcken. Einige tragen nur einen Gürtel, der einen Tuchstreifen durch den Schritt hält, dessen Enden vorne kurz und hinten länger herabhängen. Dies sind vor allem Personen, die bei der körperlichen Arbeit dargestellt sind, wie Fischer, Ruderer oder Hirten.
Nacktheit kommt in zwei Kontexten vor, Sterbende in einer Schiffbruchszene werden nackt dargestellt, um ihre Verletzlichkeit auszudrücken, und einige fast lebensgroße Abbildungen, die in besonderem Maße als Raumschmuck dienen, zeigen Nacktheit.
Krieger tragen Schwert, Speer, Schild und einen Helm. Schwerter aus Bronze waren rar, teuer und nur wenig effektiv. Sie wurden als Stichwaffen getragen, jedoch nur selten im Kampf benutzt. Hauptwaffe war der Speer, der auch in der Jagd Anwendung fand. Die Länge der Speere in den Fresken ist im Vergleich zur Körpergröße grotesk übertrieben. Sie entspricht mehr als vier Metern und wäre sie real, könnte die Waffe nicht locker in einer Hand gehalten werden. Realistisch wären Speere in ungefährer Körperlänge. Zwei Typen von Schilden sind aus der griechischen Bronzezeit bekannt, die Rechteckform und Schilde in Form einer Acht. Bilder beider Typen finden sich auf Darstellungen in Mykene. Nur der erste Typ wird in Akrotiri dargestellt. Dieser Schild war zu schwer, um alleine in der Hand getragen zu werden, und wurde daher an einem Riemen übergehängt. Helme waren Filzkappen mit Lederbesatz. Bedeutende Krieger trugen Eberzahnhelme, bei denen die Lederstreifen mit Reihen von Wildschweinhauern besetzt waren. Noch Homer beschreibt denselben Typ in der Ilias.

#### Schiffe
Für eine Seefahrts- und Handelskultur ist besonders charakteristisch, wie ihre Boote dargestellt werden. Die meisten Boote wurden mit Rudern angetrieben, Segel konnten nur selten den Antrieb unterstützen, da eine Fahrt nur vor dem Wind möglich war. Die auf den Fresken abgebildeten größeren Boote reichen von fünf bis 24 Rudern. Aufgrund der Perspektive muss dieselbe Anzahl auf der Gegenseite angenommen werden. Die Boote waren seegängig und konnten problemlos weiter entfernte Ziele erreichen. Sie hatten auf dem Achterdeck und zum Teil auf dem Vorderdeck Zeltkabinen für Passagiere und vielleicht auch die Offiziere. Der Steuermann stand vor der Achterkabine und steuerte mit einem Steuerruder auf der rechten Seite, deren Bezeichnung sich bis heute als Steuerbord erhalten hat. Die Rümpfe waren oft mit Tiersymbolen geschmückt, Löwen, Delphine und Vögel fallen auf. Die Takelage eines der Boote ist über und über mit stilisierten Blüten des Safrankrokus behängt. Nur eines der Boote wird unter Segeln abgebildet, obwohl alle größeren einen Mast und Takelage haben. Der Rumpf des Segelbootes wird von symbolischen Tauben geziert. Ein Interpretationsversuch sieht in diesem Boot einen Kurier.
Neben den großen Booten mit mehreren Ruderern gibt es kleine Paddelboote der Fischer.

#### Städte und Bauwerke
Ein Fries des Westhauses zeigt zwei Städte und eine Seereise von einer Stadt zur anderen. Die Städte werden eingebunden in eine felsige Landschaft mit sparsamer Vegetation gezeigt. Sie bestehen aus einzelnen Häusern, die in flacher Perspektive vor und gegeneinander gesetzt wurden. Die Fassaden sind detailliert gemalt worden. Man kann Wände aus unregelmäßigen Feldsteinen, verputzte Fassaden und einige wenige Wände aus regelmäßigen Ziegeln unterscheiden. Die verputzten Wände sind in Blau- und Ockertönen gehalten, ein einzelnes Haus strahlt in einem leuchtenden Rot. Die Häuser haben große Fenster und Flachdächer mit weitem, wohl dem Wetterschutz dienendem Überhang. Einige Häuser der größeren Stadt haben Dachaufsätze, die an die Form eines Pinienzapfens erinnern. Außerdem ist ein auffälliges Gebäude der größeren Stadt mit „Kulthörnern“ geschmückt, wie sie aus der minoischen Kultur und vereinzelten kykladischen Siedlungen bekannt sind. Es wird daher als geweihter Schrein angesehen.
Ebenfalls mit den Kulthörnern der nicht näher bekannten Religion ist ein als temenos (τεμενος) bezeichnetes Heiligtum außerhalb der Stadt desselben Freskos geschmückt. Das Bild ist nur schlecht erhalten, daher kann nicht viel über seine Bauform gesagt werden. Ein weiteres Fresko im selben Raum zeigt noch ein kleines Bauwerk mit Kulthörnern, das als heilige Quelle interpretiert wird. Der Baukörper ist durch Säulen geprägt, wobei die großen Hörner wahrscheinlich als symbolisches Kennzeichen für den Charakter des Gebäudes dienen.
Ein Fresko zeigt ein Gebäude, das als Teil einer Hafenanlage interpretiert werden kann. In mehreren parallelen Kammern oberhalb der Küste konnten Schiffe in der winterlichen Sturmsaison geschützt abgestellt und ausgebessert werden.

#### Landschaften
Szenische Darstellungen mit Landschaften sind bisher vorwiegend aus dem Westhaus bekannt. Dort sind folgende Landschaftsformen abgebildet:
Küstenlandschaften stimmen mit den Küstenlinien der Kykladen und insbesondere Santorins überein. Auch wenn die heutige Insel durch den großen Vulkanausbruch stark verändert und geprägt ist, entspricht die Kombination aus gewachsenem Fels und vulkanischem Gestein dem damaligen Erscheinungsbild.
Das Meer wird hier wie in anderen künstlerischen Darstellungen in der Ägäis nicht dargestellt. Wasserflächen werden durch Delphine, Fische, Schnecken, Seesterne und Wasserpflanzen markiert, bleiben aber selbst unsichtbar.
Flüsse sind in der griechischen Bronzezeit ein seltenes Motiv. Außer einer Darstellung in Akrotiri sind nur Einlegearbeiten eines Dolches aus Mykene bekannt. Gravuren auf einem Kamm aus Pylos (Peloponnes) werden vorsichtig ebenfalls als Fluss gedeutet. Alle diese Flüsse verlaufen horizontal, in unregelmäßigen, naturnahen Schwingungen, mit charakteristischer Vegetation und Tierwelt an den Ufern.

#### Tiere

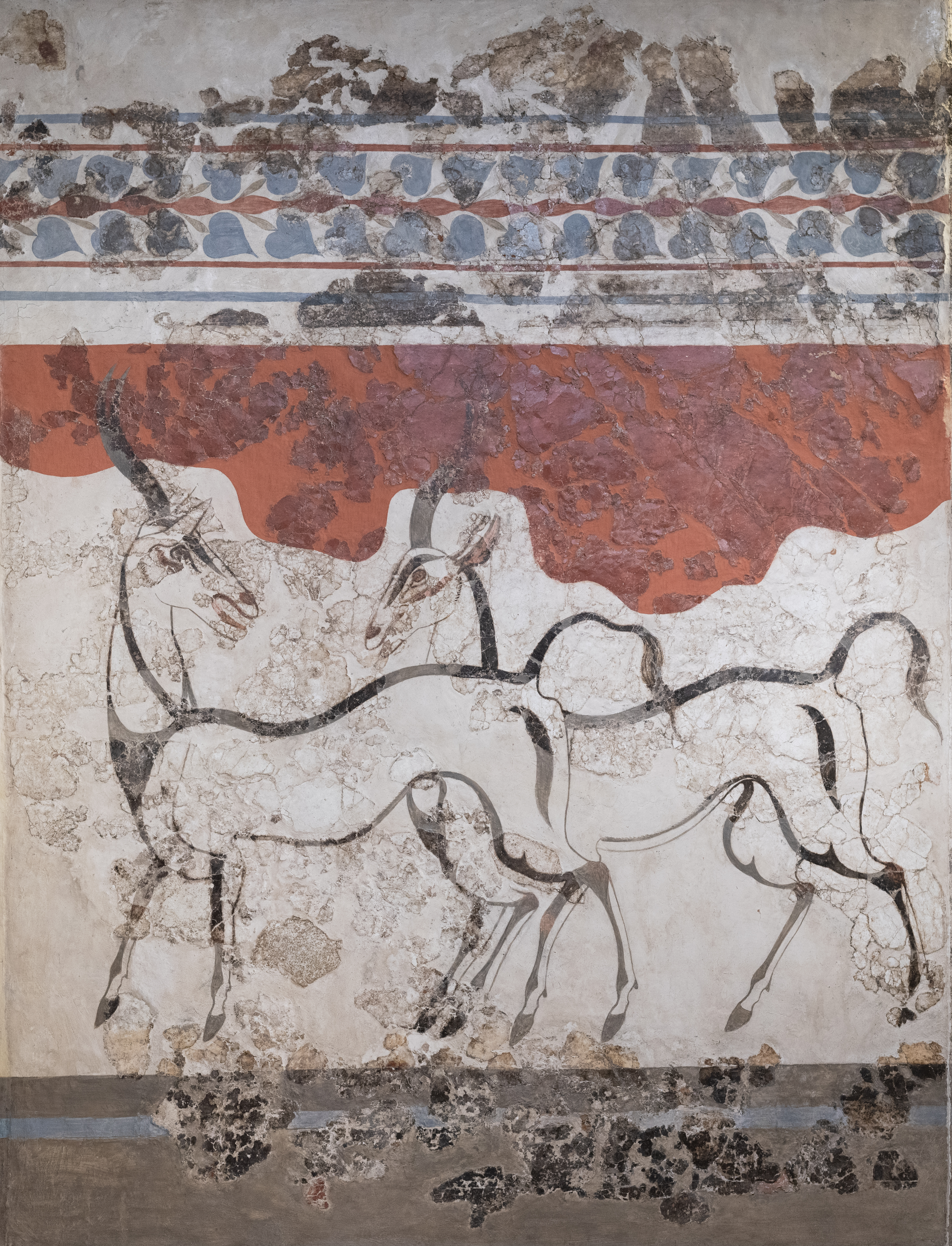
Antilopen (Fresko an der Westwand im Raum B1 des Sektors Beta)

Die meisten Tiere sind naturgetreu in Form und Bewegung wiedergegeben. Häufig sind die Farben jedoch nicht nach der Natur, sondern den Bedürfnissen des Künstlers ausgewählt, um Körperformen durch kontrastreiche Farbflächen herauszuarbeiten. Bemerkenswert ist, dass einige auf Santorin unbekannte Tierarten detailliert abgebildet wurden. Die Künstler besaßen demzufolge Zugang zu ikonographischen Traditionen Ägyptens, deshalb konnten nordafrikanische Spezies wie Raubkatzen, Antilopen und Affen sowie mythologische Tiere wie der Greif hier abgebildet werden.
An dem schon angesprochenen Fluss sind gleich mehrere lebensnah nachempfundene Szenen von Raubtieren auf der Jagd dargestellt. Eine in leuchtendem Blau gehaltene Katze schleicht sich tief geduckt durch die Ufervegetation an Wasservögel heran. Körperform und Fleckenmuster erinnern an einen Serval. Diese Deutung gilt jedoch nicht als gesichert. Es könnte sich auch um die bereits in der Bronzezeit in Ägypten domestizierte Hauskatze oder um eine Falbkatze handeln. Bislang wurde in Akrotiri noch keine Darstellung eines lebendigen Löwen gefunden, wie sie von anderen Fundorten der Kykladen und benachbarter Kulturen bekannt ist. Nur ein stilisierter Löwe schmückt als Symbol den Rumpf eines Schiffes, das durch Bewaffnete an Bord als Kriegsschiff zu interpretieren ist.
Nicht ungewöhnlich für die kykladischen Kulturen ist die Darstellung eines Greifen, der mit Löwenkörper und Flügeln in der naturgetreuen Flusslandschaft auf der Jagd nach einem Reh abgebildet ist. Sein Kopf ist nicht erhalten, daher muss offenbleiben, ob er eher als Falke, wie in ägyptischen Darstellungen üblich, oder als Geier dargestellt wurde, was die Halsform andeutet. Greife haben eine lange ikonografische Tradition, die sich, im 4. Jahrtausend v. Chr. von Mesopotamien ausgehend, über Syrien und Ägypten in der Ägäis verbreitete. Die ältesten Funde auf den Kykladen stammen aus Phylakopi auf Melos in der Phase III der mittelkykladischen Zeit. In Akrotiri sind bislang zwei Darstellungen auf Fresken vom Beginn der spätkykladischen Zeit bekannt. Neben der Flusslandschaft erscheint auch ein stark stilisierter Greif in den „Safransammlerinnen“. Daneben existieren die Darstellung eines Greifen auf einem besonders großen pithos aus der mittelkykladischen Schicht und eine Tonscherbe mit einem Schnabel, Kopf und Hals, der als der eines Greifen gedeutet wird, und ein Siegelabdruck eines Sphinx mit Vogelkopf. Die Verwendung scheint weitgehend austauschbar mit Löwendarstellungen als Symbol für Stärke und Macht zu fungieren. Über eine göttliche Rolle wird in der Literatur spekuliert.
Ein Reh dient als Jagdbeute des Greifen. Seine Darstellung und Kolorierung sind naturgetreu, dem Künstler war das Vorbild also bekannt.
Rinder sind seltene Motive auf den Kykladen und noch seltener in Akrotiri. In einem der großen Wandgemälde werden zwei schlecht erhaltene Tiere vor einem Stadttor von einem Menschen geführt. Auch Siegelabdrucke zeigen ein Stiermotiv. In beiden Fällen handelt es sich möglicherweise um Opfertiere. Funde auf Delos stellen Stiere mit einer Doppelaxt als religiösem Motiv der minoischen Kultur oder an einen Schrein gebunden dar. Schafe und Ziegen werden in einer Hirtenszene als Herdentiere dargestellt.
Antilopen werden in zwei großformatigen und sehr naturgetreuen Fresken abgebildet. Mehrfach werden Affen dargestellt. Beide Tierarten waren auf den Ägäisinseln nicht heimisch. Bei den Affen handelt es sich möglicherweise um Grüne Meerkatzen, was auf Kontakte mit Ägypten hinweisen würde. Am oberen Nil sind die Äthiopische Grünmeerkatze und die Südliche Grünmeerkatze noch heute verbreitet. Bei den dargestellten Affen könnte es sich jedoch auch um Indische Languren handeln, die in Nepal, Bhutan, im Norden Indiens und im Industal heimisch sind.

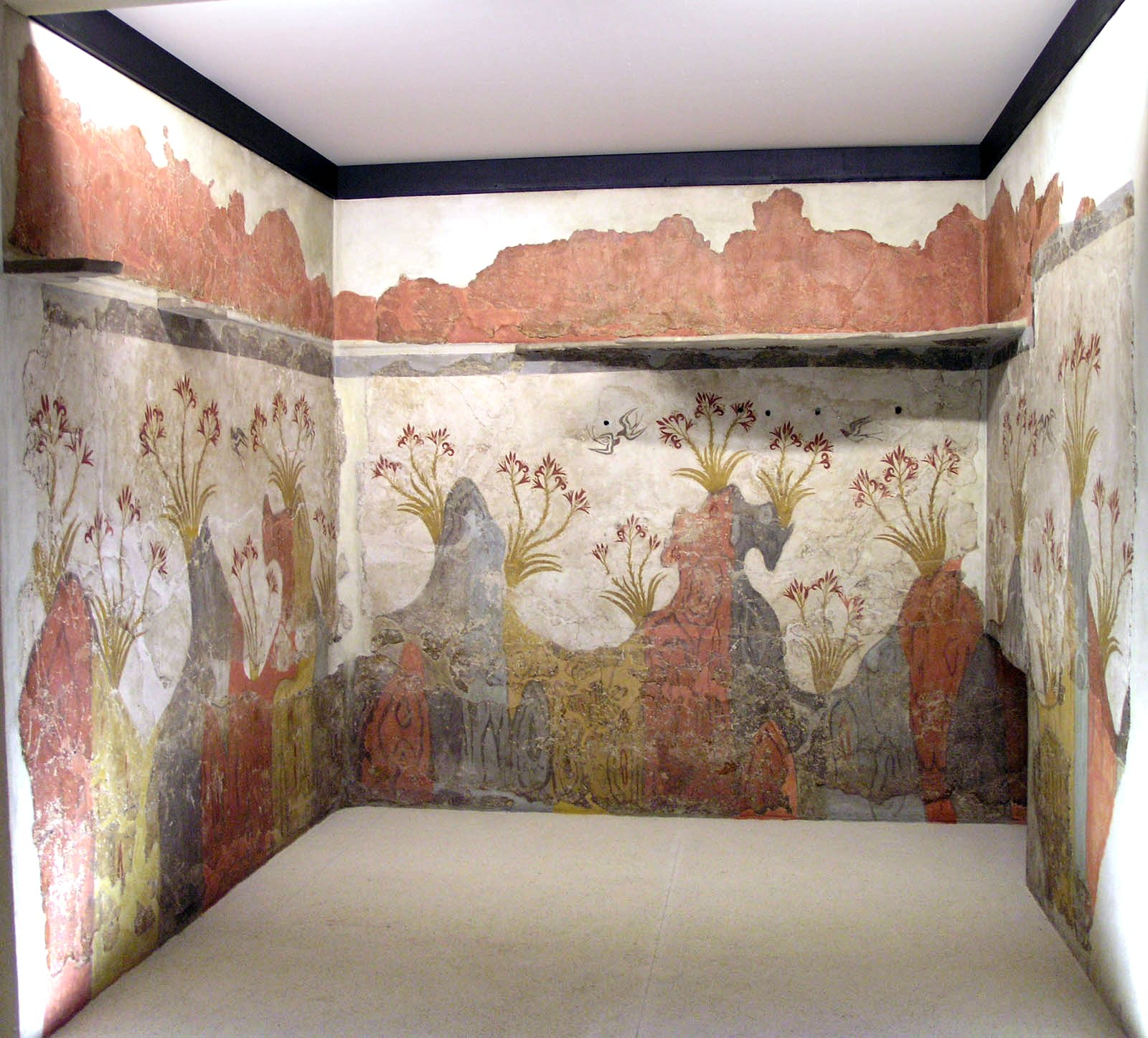
„Frühlings-“ oder „Lilienfresko“ mit Lilien und Schwalben (Raumumgreifendes Fresko aus Raum Δ2 im Sektor Delta)

In Akrotiri offenbar beliebt, aber auf anderen Kykladeninseln selten ist das Motiv des Delfins. Er taucht allein zehnmal auf Amphoren aus Akrotiri auf, jedoch kaum einmal auf anderweitig gefertigter Keramik. Delphine bevölkern darüber hinaus szenische Meeresdarstellungen und dienen stark stilisiert als Motive dekorativer Wandgemälde. Alle Darstellungen der Delphine ähneln sich sehr und sind schematisiert. Teilweise werden Delphine mit Zügen von Fischen dargestellt (Delphin laut Umriss und Kolorierung, aber mit Kiemendeckeln in Phylakopi).
Beliebt sind Darstellungen von Vögeln. In Landschaftsszenen leben Wasservögel, insbesondere Gänse. Als Art sind Nilgänse erkennbar, andere Tiere können entweder Graugänse oder möglicherweise eine freie Kombination des Künstlers zwischen Grau- und Nilgans sein. Detaillierte Abbildungen von Tauben sind bislang nicht gefunden worden, nur stilisierte Tauben zieren als Symbole mehrere Schiffe. Insbesondere wird der Rumpf des einzigen unter Segeln abgebildeten Schiffes von einer Kette stilisierter Tauben geschmückt. Das wird als Hinweis auf eine Kurierfunktion dieses Schiffes gedeutet. Schwalben sind mehrfach dargestellt, vor allem in einer blütenreichen Landschaft, die als Frühlingsmotiv interpretiert wird. Auf Keramiken werden sie vielfach abgebildet, so oft, dass sie beinahe als Kennmarke für Gefäße aus Santorin gelten können.

#### Pflanzen
Die Pflanzenwelt wird detailgetreu abgebildet, so dass sie noch nach 3500 Jahren wiedererkennbar ist. An Bäumen sind Pinien, Pistazien, Oliven und Feigenbäume zu erkennen. Einige der Feigen können eventuell auch Steineichen sein, da die lappigen Blätter geringfügig abweichend dargestellt werden. Eine große Vielfalt an Pflanzenarten wird an einem Wasserlauf dargestellt, hier sind Seggen, Süßgräser und Schilfrohr identifizierbar.
Der Papyrus hat eine Sonderrolle inne. Er wird einerseits in Landschaftsbildern dargestellt, aber auch großformatig in Einzeldarstellungen sowohl auf Fresken wie auf Tongefäßen abgebildet. Papyrus ist dabei stark stilisiert, als unreife Pflanze erkennbar dargestellt. Die Abbildungen in Akrotiri sind mit den aus Mykene, Phylakopi (auf Melos) und in Knossós (Kreta) bekannten weitgehend identisch, was für einen direkten Austausch der Künstler oder unter ihnen spricht. Eine alternative Interpretation, die bereits auf Marinatos zurückgeht, sieht die Pflanze als Dünen-Trichternarzisse, obwohl eine besondere kulturelle Funktion dieser Pflanzenart bisher nicht bekannt ist.
Die Dattelpalme, ein relativ häufiges Motiv auf Akrotiri, ist auf anderen Kykladeninseln nahezu unbekannt. Die Abbildung ist zwar in den Formen biologisch sehr exakt, nicht jedoch in der Farbgebung; diese scheint eher nach ihrer Kontrastwirkung eingesetzt worden zu sein. Die Dattelpalme wurde gelegentlich auf keramischen Gefäßen dargestellt. Bislang nur einmal gefunden wurde ein Bild der Zwergpalme.
Geradezu als Symbol Santorins kann der Safran gelten. Als Pflanze und als dekoratives Element wird er vielfältig abgebildet. Am bekanntesten ist das „Fresko der Safransammlerinnen“ aus dem Haus Xeste 3, das Marinatos schon 1969 als erstes großes Wandbild fand und das weltweit publiziert wurde. Es wird im Zusammenhang mit weiteren Fresken und anderen Funden im selben Haus als Teil eines weiblichen Initiationsritus gedeutet. Die stilisierte Safranpflanze diente oft als Motiv auf Keramiken und Fresken. Mehrere in einer Seeszene abgebildete Schiffe sind mit stilisierten Safran-Blüten geschmückt. Hier werden sie als Symbol für den Frühling interpretiert.

### Fresken im Westhaus
Das schon mehrfach angesprochene Westhaus ist die bisher ergiebigste Quelle für szenische Darstellungen. In nur einem Raum finden sich drei Friese, die oberhalb einer Fensterfront und zwei teilweise durch Türen durchbrochenen Innenwänden verlaufen sowie zwei fast lebensgroße Darstellungen von jungen nackten Fischern auf Feldern in diagonal gegenüberliegenden Raumecken. Mehrere weitere Wandgemälde mit maritimem Thema finden sich in einem angrenzenden Raum.
Die drei Friese zeigen die folgenden Darstellungen (die beiden erstgenannten gehören zu einem Fries, zwischen ihnen sind eventuelle verbindende Teile nicht erhalten):
- Zeremonien auf dem Hügel – festlich gekleidete Menschen beider Geschlechter bewegen sich von zwei Seiten auf einen Hügel, an dessen Fuß eine heilige Quelle entspringt. Mehrere präsentieren in den ausgestreckten Händen nicht erkennbare Gegenstände, möglicherweise Feuerschalen.
- In einer stilistisch verwirrenden Darstellung bildet eine Hirtenszene mit einer Schaf- und Ziegenherde den Hintergrund für eine Reihe schreitender Krieger in voller Kampfausstattung. Daneben ist an der Küste ein Gebäude abgebildet, das als Schiffslagerhallen angesehen werden kann.[38] Direkt unterhalb des Gebäudes und der Kriegerreihe, ohne erkennbaren Zusammenhang, ist ein Schiff auf Felsen aufgelaufen, drei nackt dargestellte Personen stürzen über Bord ins Meer, wobei sie nicht identifizierbare Ausrüstungsteile mit sich reißen.
- Ein weiteres abgegrenztes Feld stellt eine Flusslandschaft dar. Dieses Motiv steht in einer erkennbaren kretischen Tradition, dort werden nach Pflanzen- und Tierwelt in der Regel ägyptische Landschaften aufgegriffen, während der Fluss in Akrotiri nach der Vegetation als lokal anzusehen ist. Der Fluss bietet den Rahmen für zwei Unterthemen: Jagende Raubtiere und Pflanzenbau (Palmen, Papyrus).
- Als Höhepunkt der bislang entdeckten Fresken in Akrotiri gilt die „Schiffsprozession“. Mindestens acht Schiffe fahren von einer kleineren Stadt eine vermutlich kurze Strecke in eine größere und geschmückte Stadt, wo sie erwartet werden. Die Entfernung gilt als kurz, da die Boote offensichtlich nicht für Seereisen ausgerüstet sind. An Bord sind festlich gekleidete Passagiere, keine Soldaten, so dass die Reise einem befreundeten Ziel gilt. Eine Interpretation will aus Landschaftsdetails erkennen, dass die Fahrt im Inneren der Insel-Caldera stattfindet.[43]

Eine Interpretation im Zusammenhang aller Bilder des Raumes deutet die Prozession als Feier des Beginns der Seefahrtsaison im Frühling, nach dem Ende der Winterstürme. Alle Abbildungen stünden im lockeren Zusammenhang des Themas Frühling, wenn man auch die Zeremonie auf dem Hügel entsprechend auslegt.

### Fresken in Xesti 3

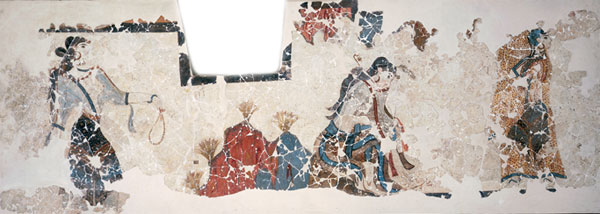
Die Adorantinnen über dem Adyton

Das Gebäude Xesti 3 im Südwesten der bisherigen Ausgrabung wird als öffentliches Gebäude für Initiations- und Übergangsriten gedeutet. Dazu tragen neben dem benachbarten Depot von Tierhörnern und Geweihen mit dem goldenen Ziegen-Idol vor allem die reiche Ausstattung des Gebäudes mit Fresken unterschiedlichen Inhalts bei. Xesti 3 enthält die größte Zahl an bisher gefundenen Fresken der Stadt. Ein Raum mit einer zunächst als Lustrationsbecken, heute als Adyton gedeuteter Vertiefung weist eine als Schrein interpretierte Nische auf, in der ein doppeltes Stierhorn aus Stein gefunden wurde. Der Raum ist durch Polythyra mit einer Flucht weiterer Räume verbunden. Im Obergeschoss gibt es weitere Räume, die mit einem kultischen Zweck verbunden werden, sie alle sind aufwändig ausgemalt.
Im Erdgeschoss sind über der Bodenvertiefung mit dem Schrein drei Frauen abgebildet. Eine hält ihren verletzten Fuß, die beiden anderen präsentieren eine Kette und ein Kleidungsstück. Daneben ist ein Portal an die Wand gemalt, das von Kulthörnern gekrönt wird, von denen Blut herabläuft. Im selben Raum, aber in einem durch Trennwände vom Becken nicht einsehbaren Teil, sind vier nackte Jungen und Männer dargestellt, von denen zwei deutlich als erwachsen und einer als Kind erkennbar sind.
Das prominenteste Fresko aus Xesti 3 sind die „Safransammlerinnen“. Das lange Fresko zieht sich im Obergeschoss über die Nord- und Ostwand, es ist nur in Teilen erhalten. Von links nach rechts entwickelt sich eine ikonographisch bemerkenswerte Szene, in der eine Frau vor der Landschaft auf einem Thron sitzt. Sie wird von einem Greif hinter ihr bewacht, der Halsband und Leine trägt, an der ihn die sitzende Herrscherin oder Göttin hält. Vor ihr verbeugt sich eine junge Frau und schüttet etwas, vermutlich Safran, eine Krokusart, vor ihr aus. Zwischen der Frau und der Göttin reicht ein in blauen Farbtönen dargestellter Affe der Göttin mit der Geste einer Opfergabe eine Schale, die mutmaßlich den Krokus enthält. Wegen der Tiere wird die Darstellung als „Herrin der Tiere“ bezeichnet und mit der Potnia theron identifiziert.
In der Wandmitte trägt in einem schlecht erhaltenen Teil des Freskos eine Frau ein Gefäß durch eine hügelige Landschaft mit einzelnen Krokus-Blüten. Die hügelige Landschaft setzt sich nach der Raumecke auf der Ostwand fort, hier pflücken eine junge und eine ältere Frau Blüten des Safran-Krokus. Sie sind detailliert und mit individuellen Zügen dargestellt. Die Darstellung der Bezüge zwischen den beiden Frauen wird als Lehrerin-Schülerin-Verhältnis interpretiert. Die Darstellung wird als weiblicher Initiationsritus gedeutet, an dem Frauen mehrerer Generationen in unterschiedlichen Rollen teilnehmen. Im selben Raum sind noch Fragmente von zwei weiteren Freskos erhalten. Eines stellt Anhaltspunkte für eine weitere, fünfte Frau dar, das andere eine Schilflandschaft mit Wasservögeln.
Am Eingang des Gebäudes und im Treppenhaus wurde eine Berglandschaft mit zwei Tierszenen und mindestens einem Menschen gefunden, im zweiten Obergeschoss sind dekorative Muster erhalten, unter denen Rosetten und Spiralen hervorstechen. Weitere Landschaftsmotive und Bruchstücke anderer Darstellungen sind noch nicht restauriert.
Bei den Darstellungen fällt auf, dass viele Menschen abgebildet werden, sowie die Trennung der Geschlechter. Die Ikonographie ist im Einzelnen bisher nicht verstanden, sicher ist der kultische Gesamteindruck. Es wird vermutet, dass sowohl im Erdgeschoss als auch im ersten Obergeschoss rituelle Handlungen durchgeführt wurden und dass die Teilnehmer nach Geschlechtern getrennt waren.

## Figürliche Plastiken
Seit der Entdeckung der Stadt Akrotiri konnten frühere Funde von der Insel genauer zugeordnet werden. Bereits seit 1838 sind zwei etwa 15 cm kleine Marmorfiguren im Stil von Kykladenidolen bekannt, die Harfenspieler darstellen und dem Spedostyp (weitere Angaben unter Kykladenidol) der Keros-Syros-Kultur der frühkykladischen Zeit zugerechnet werden. Sie werden im Badischen Landesmuseum in Karlsruhe ausgestellt. Als Herkunft wird ein Grabfund im frühen 19. Jahrhundert auf der Insel Santorin laut dem Karlsruher Katalog „glaubwürdig beschrieben“. Wahrscheinlich handelt es sich um Grabfunde aus einer Nekropole. Die Qualität der Arbeiten legt nahe, dass die Verstorbenen im kulturellen Zentrum der Insel gelebt hatten, was auf Akrotiri hinweist.
Bemerkenswert sind die Funde im Umfeld des Kenotaph-Platz, dem größten bisher ergrabenen Platz der Stadt. Siebzehn Idole lagen dort, davon zehn zusammen mit einem Bronzemesser und Obsidianwerkzeugen als Depotfund in einer Nische im so genannten Kenotaph. Weitere zwanzig Idole wurden bisher an anderen Stellen Akrotiris gefunden. Sie bestätigen die bereits in den 1960er Jahren von Jürgen Thimme aufgestellte These, dass sich die abstrakten Idoltypen von an der Küste gefundenen Natursteinen herleiten, die vom Meer abgeschliffen wurden.
Fünf der Steine sind völlig unbearbeitet, sie sind flach und weisen eine Form auf, die grob an menschliche Schultern mit dem Halsansatz erinnern. Bei neun Steinen wurde dieser Schultertyp an den vorgefundenen Formen durch mehr oder weniger starke Bearbeitungen vertieft. Zwölf weitere Figuren werden dem Violintyp zugeordnet, sie sind weiterhin abstrakt, weisen Züge eines weiblichen Körpers mit von einer Taille eingeschnürten Ausbuchtungen und einem Halsansatz auf. Den 26 abstrakten Idolen stehen 11 figürliche gegenüber. Sechs lassen sich dem Plastirastyp zuordnen, zwei dem prekanonischertyp, eine dem Kapsalatyp, eine dem Spedostyp, eine weitere dem Chalandrianityp. Die abstrakten Figuren stammen großteils aus der Jungsteinzeit im 4. Jahrtausend v. Chr., die kanonischen figürlichen Idole aus der frühkykladischen Zeit bis etwa 2500 v. Chr.

## Ausstellungen

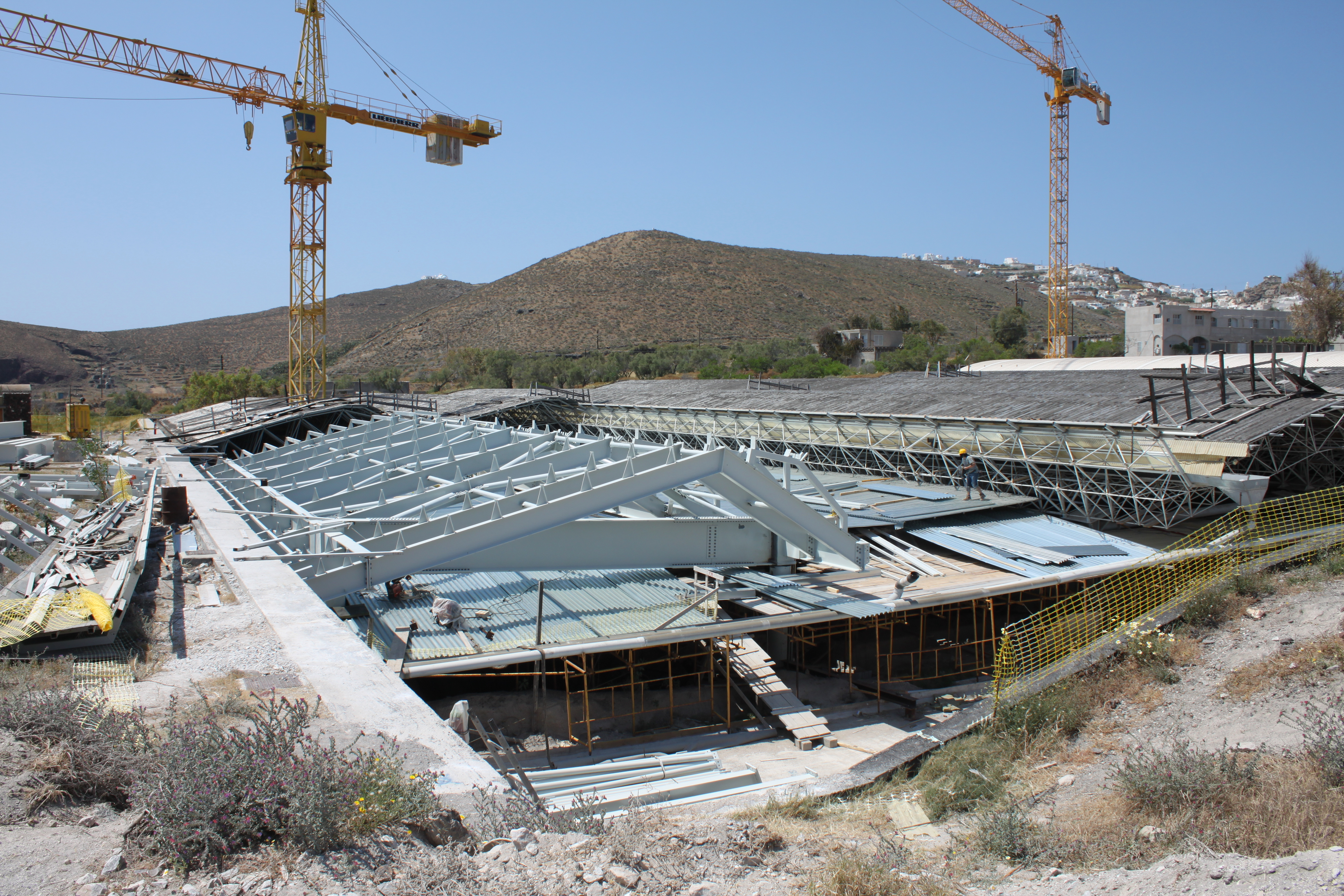
Das neue Dach im Bau, April 2010

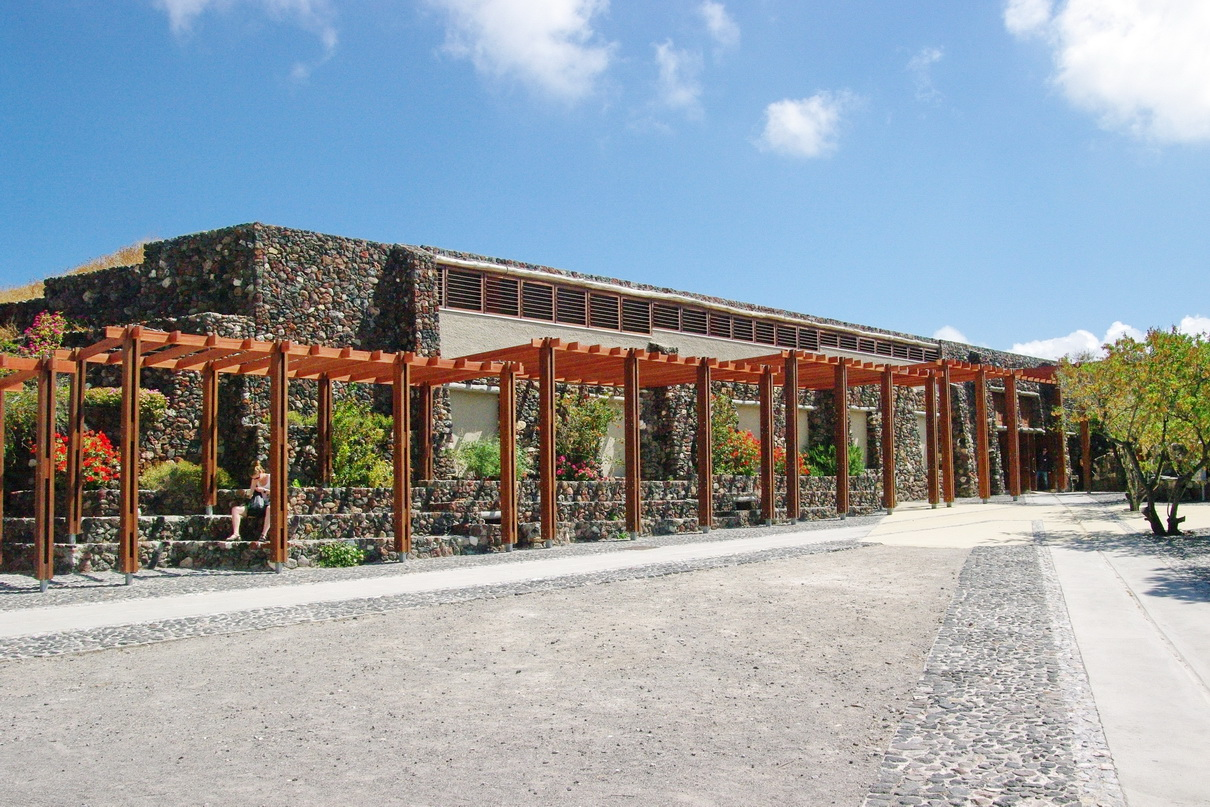
Gebäude der Ausgrabungsstätte

Die Ausgrabungsstätte kann seit April 2012 wieder besichtigt werden. Der Rundweg durch die Stadt führt von Süden am größten Gebäudekomplex entlang zum Hauptplatz und auf der längsten bisher freigelegten Straße über zwei kleine Plätze wieder aus der Ausgrabung heraus. Dabei sind Einblicke in Souterrain- und Erdgeschossräume möglich und Besucher können die Architektur eines Treppenhauses und verschiedener Eingangsbereiche aus der Nähe betrachten. Sie sehen dabei Details der Konstruktion von Wänden wie die Anordnung von tragenden Balken und der Fassadengestaltung. In einigen Räumen sind pithoi, Amphoren und andere keramische Gefäße sowie Mahlsteine und weitere Artefakte ähnlich der Fundsituation angeordnet. Die Überdachung ist großteils mit einer dünnen Erdschicht bedeckt, die das Klima unter dem Dach auch bei mehreren tausend Besuchern am Tag mäßigt. Nach Norden gerichtete Fenster im Sheddach sind mit Lüftungsöffnungen versehen und lassen Licht in die Ausgrabungsstätte.
Ein glücklicher Umstand bei den Ausgrabungen war, dass bei der Entdeckung der ersten Wandmalereien dank der Erfahrung mit byzantinischen Fresken in Griechenland ausreichend Fachleute für die Bergung, Restaurierung und Rekonstruktion zur Verfügung standen. Die Fresken wurden im archäologischen Nationalmuseum in Athen restauriert und die meisten sind dort ausgestellt. Im Jahr 2001 eröffnete das neue archäologische Museum in Fira, dem Hauptort von Santorin, seither sind einige Fresken aus Akrotiri auf der Insel selbst zu sehen. Im Museum sind außerdem viele Keramiken, Tonplättchen mit Linear-A-Beschriftung, Wasserbehälter aus Tuffstein und Gipsausgüsse von Möbeln sowie einzelne Kykladenidole ausgestellt.
Eine Ausstellung detailgetreuer Repliken fast aller bislang gefundener Fresken der Thera-Foundation ist seit 2011 im Ausstellungszentrum Santozeum in Fira zu besichtigen.
Die Abbildungen von Schiffen in Akrotiri, insbesondere die „Schiffsprozession“ im Westhaus, dienten als Vorlagen für die seetüchtige Rekonstruktion eines minoischen Schiffes. Die Minoa wurde zwischen 2001 und 2004 von Handwerkern und Wissenschaftlern nach traditionellen Methoden auf Kreta gebaut und anlässlich der Olympischen Sommerspiele 2004 in Athen öffentlich präsentiert. Sie ist im Schifffahrtsmuseum am Hafen in Chania, Kreta ausgestellt.